# 延平郡王祠
府城 六合境開山王廟- 明延平郡王祠 開臺聖王廟或鄭成功廟，位於臺灣臺南市中西區（清代臺灣府城油行尾街），為清治時期最早的官祀鄭成功紀念祠，其前身為民間所建的開山王廟，日治時期曾改為開山神社，是日本人在臺最早設置的神社，也是二次大戰前日本帝國外地神社中唯一是從廟宇改為神社的特例。現今北方宮殿式之樣貌為民國五十三年（1964年）改建的結果，導致該廟長久以來未被列為古蹟，直至民國九十九年（2010年）將延平郡王祠（含鄭成功文物館）登錄為臺南市第九座歷史建築。

## 沿革

### 建祠以前
據說早在明永曆十六年（1662年）時，當地居民們便建有一座小廟祭祀延平郡王鄭成功，而在清治時期因有政治上的顧慮，所以使用「開山王廟」之名來稱呼此廟，「山」暗指「臺灣」，有隱喻鄭成功為「開臺聖王」之意。然而開山王廟所祭祀的神明，另有王爺、陳稜的說法。
而在清代方志中，大多僅記開山王廟位在東安坊，偽時建，但並不清楚所祀神明之由來名姓。例如高拱乾《臺灣府志》（1696）：「開山王廟，在附郭縣東安坊。」、陳文達《臺灣縣志》（1720年）：「開山王廟，偽時建。」。陳麗華〈傳統的重塑與再現：延平郡王祠與臺南地方社會〉一文指出，早期文獻對於開山王廟的祀神並未交代清楚，到了《重修臺灣縣志》（1752年）才在提到臺灣澎湖常見的「大王」、「王公」信仰（王爺千歲信仰）時附帶提及開山王廟，並且將澎湖將軍廟祀神與隋朝武將陳稜連結起來。而在《續修臺灣縣志》中，編修者們更懷疑臺灣的開山王廟、王公廟、大人廟、三老爺廟等廟的神明皆是跟澎湖將軍廟相同。而後在施士的詩作中便註記說，開山王廟所祀神明是陳稜而非後來的鄭成功。後來連橫則提出說法，認為開山王廟應當是祭祀鄭成功，而西定坊開山宮則祭祀陳稜。陳美惠對此指出連橫之說非空穴來風，鄭成功信仰進入開山王廟，應該是在「延平郡王祠」建立之前。
開山王廟在乾隆年間的《重修臺灣縣志》被記載說已經傾圮，但後來嘉慶年間的《續修臺灣縣志》則提到乾隆年間有當地居民何燦重修擴建。日治時期的資料則提到說何燦集資擴大規模，增築東西兩廡，耗資銀四千圓。據說此時便增祀了鄭成功及甘輝、張萬禮像。道光二十五年（1845年）暴風雨重創開山王廟，仕紳黃鴻謨、許廷錫等人捐銀一千圓重修。根據連景初的記載，延平郡王祠曾存有此次重修後，道光廿七年（1847）的楹聯左聯一幅（右聯遺失）。上面寫著：「數十年矢志匪他，國祚已移，此地猶共奉明正朔」。從其含義推測，應該是指鄭成功的事蹟，故可見在開山王廟時期，廟裡已經在祭祀鄭成功。

### 奉旨建祠（1875年）
清同治十三年（1874年）因牡丹社事件，清廷派福建船政欽差大臣沈葆楨來臺。沈葆楨來臺後，接受臺灣府進士楊士芳、臺灣道道員夏獻綸與臺灣知府周懋琦等人的稟請，與閩浙總督李鶴年、福建巡撫王凱泰與福建將軍文煜等人一同上疏追諡鄭成功、建立專祠與編入祀典中。光緒元年正月初十日（1875年2月15日），朝廷准奏，下詔曰：
前明故藩朱成功，曾於康熙年間，奉旨准在南安地方建祠。該故藩仗節守義，忠烈昭然。遇有水旱，祈禱輒應，尤屬有功臺郡。著照所請，於臺灣府城建立專祠並與追謚，以順輿情。欽此。
朝廷批准後，工程在同年三月動工，秋八月完工。此興建工程由臺灣府知府周懋琦為總監，崇文書院山長陳謨為董事，臺灣府士神吳尚霑、吳尚震、吳朝宗、許廷崙、曾雲龍、陳楷、王藍玉等為委員，分任建祠工程之監督事宜，工程耗費白銀7,400兩，聘請福州師傅林恩培前來營造，材料也全來自福州，而成為一福州風格的建築。
此時的延平郡王祠土地面積672坪，設有三川門，前殿、後殿、東西廡、東西轅門、儀仗所、祭器庫、廨舍，四周為高二丈多的紅磚牆。東、西轅門上分別有有「聖朝褒祀」及「明室遺臣」之木匾，均為知府周懋琦所題。三川門正面中央有直書之「奉旨祀典」及下方橫書「明延平郡王祠」之石製門額，左門為「擎天」，右門為「闢地」，此皆為沈葆楨所書。三川門後方則掛有福建省武平縣知縣盧紹昌敬獻的木匾「前無古人」。

### 開山神社（1897年）

#### 改為神社
在日治時期時，鄭成功因具有日本人血統亦受到日人敬重，並將之作為臺灣與日本間的「導引線」，將有利於日人統治台灣之正當性。明治二十八年（1895年）12月，首任臺灣總督樺山資紀即進獻了匾額「力挽迴瀾」，掛在延平郡王祠正殿上方。明治二十九年（1896年）7月25日，臺南縣知事磯貝靜藏上書臺灣總督桂太郎，建議以鄭成功之忠烈與開臺事蹟與其母田川氏的貞烈事蹟為由，將鄭成功廟（延平郡王祠）改為「開臺神社」之社號並列為國幣社，此提案經總督府修改並以縣社開山神社之名號向日本拓殖務省提出，拓殖大臣於1897年1月13日宣布將清朝的延平郡王祠改為「開山神社」，列格為縣社，並舉行「奉告式」。神社例祭日係沿用原延平郡王祠以鄭成功農曆誕辰1月16日作為祭祀大典，並將日期換算為陽曆2月15日。神社前殿供奉鄭成功，後殿祭祀鄭母田川氏，左為寧靖王朱術桂及五妃（袁氏、何氏、王氏、秀姐、梅姐），右為鄭克臧及其妻陳氏，東西兩廂房則是殉難將領各140位。每年農曆三月「迎媽祖」（迓媽祖）時，信徒也會請出開臺聖王神像為繞境隊伍做頭轎。
開山神社藏有「鄭成功真跡」及「明珍作甲冑」，此鄭成功真跡內容為「禮樂衣冠第，文章孔孟家，南山開壽域，東海釀流霞。」此真跡（現松浦史料博物館藏有其拓本）原為舊平戶藩主松浦家所藏，於1902年時由台灣總督府民政長官後藤新平進獻予開山神社。明珍作甲冑則是原由大木兼能使用，後由肥後國熊本的大木家所藏，於1897年由在台日人矢島篤政、坂本房治、恒光壽作、脇山逸真、松本德太郎、有川勝藏交由津田靜一進獻予開山神社。

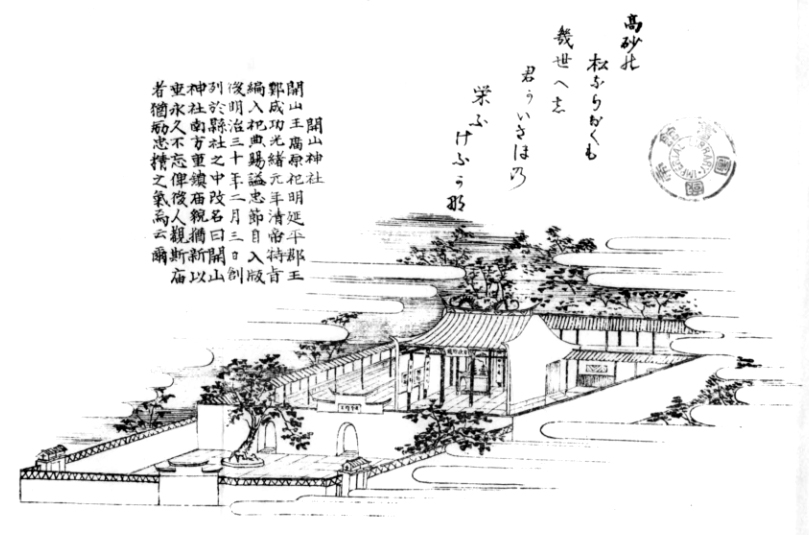
甫改為神社之延平郡王祠，大致仍維持舊貌
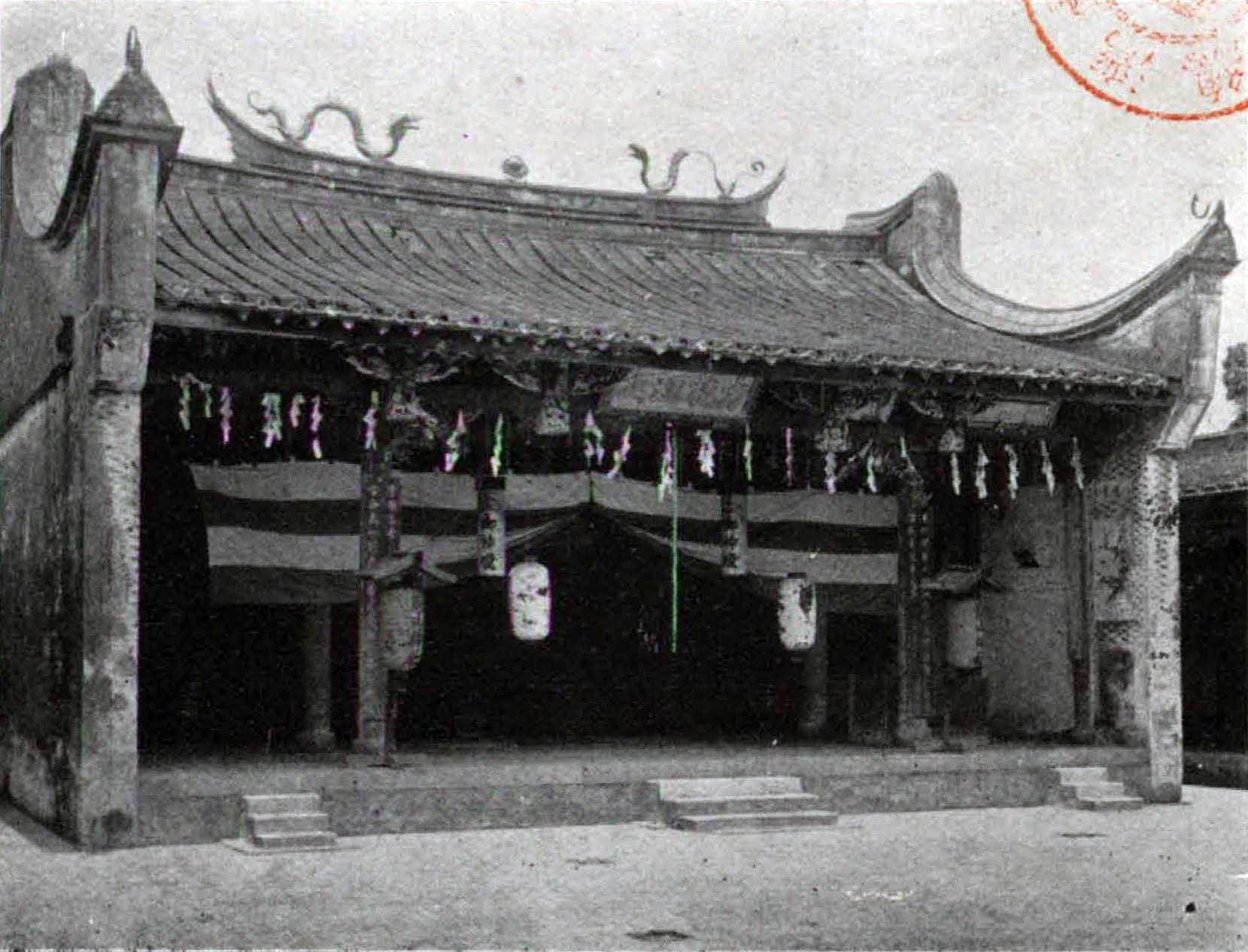
1915年前之開山神社社殿(延平郡王祠原貌)，掛有匾額「力挽迴瀾」
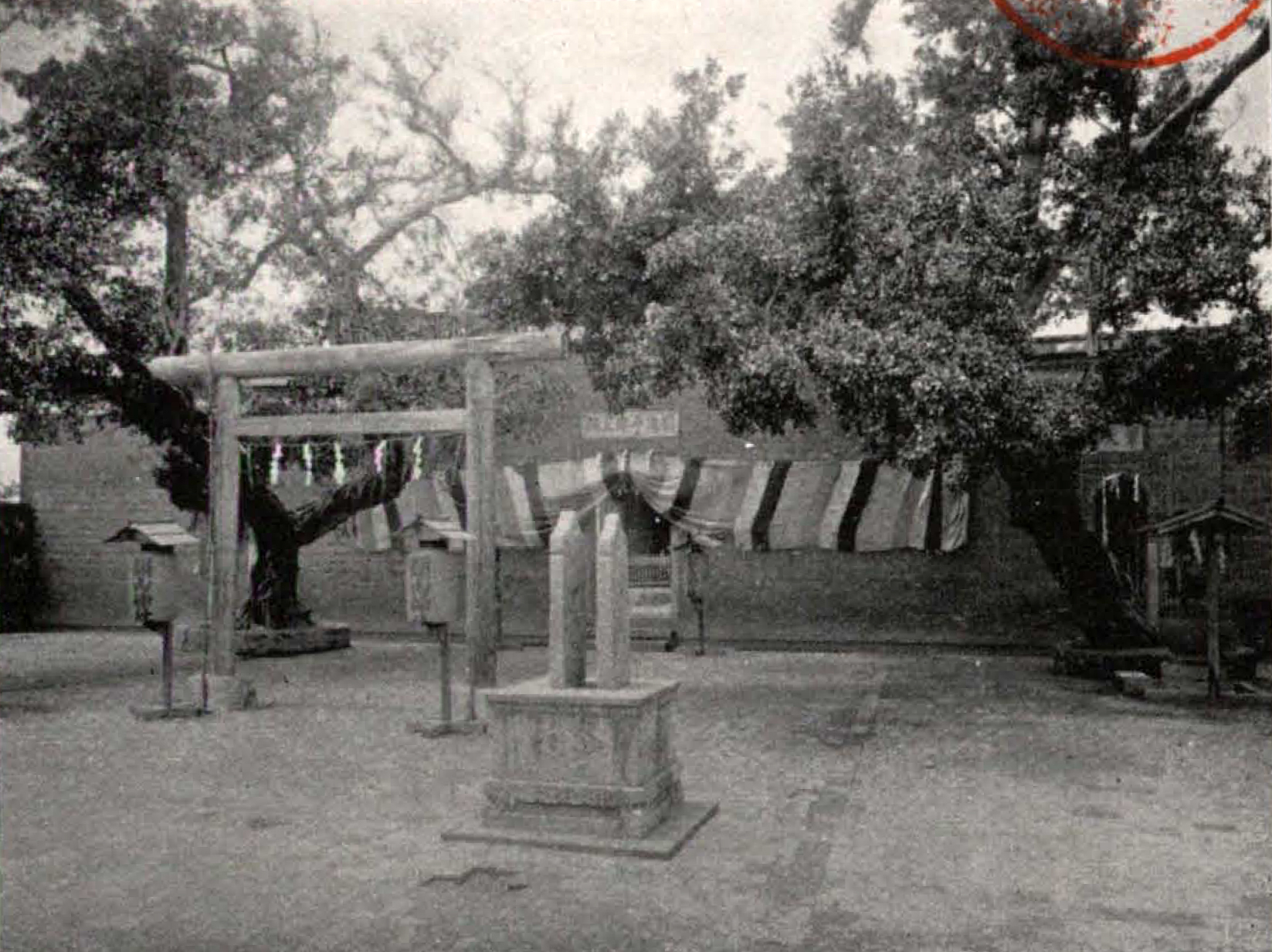
改建前之三川門，可見新設之鳥居
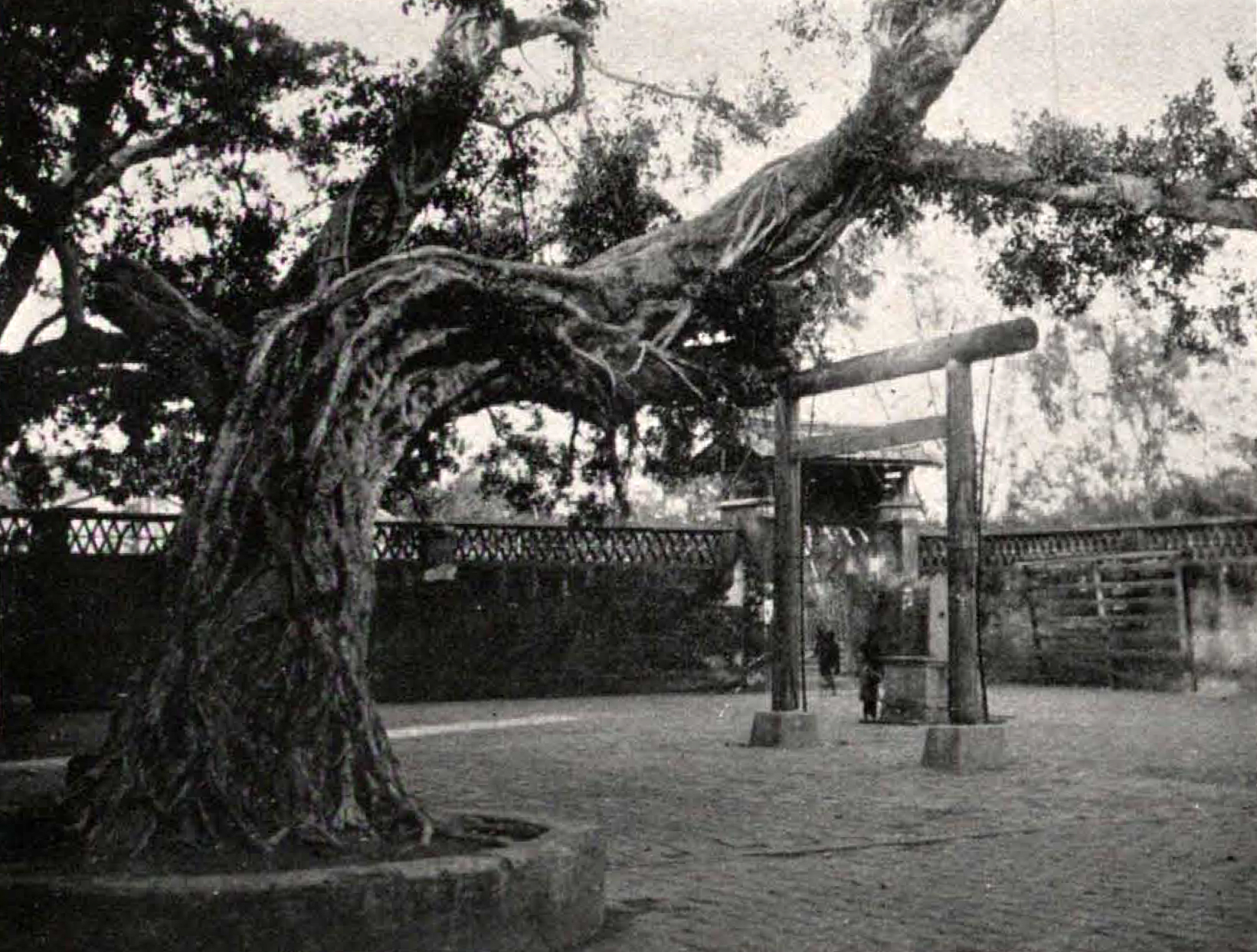
改建前之景象
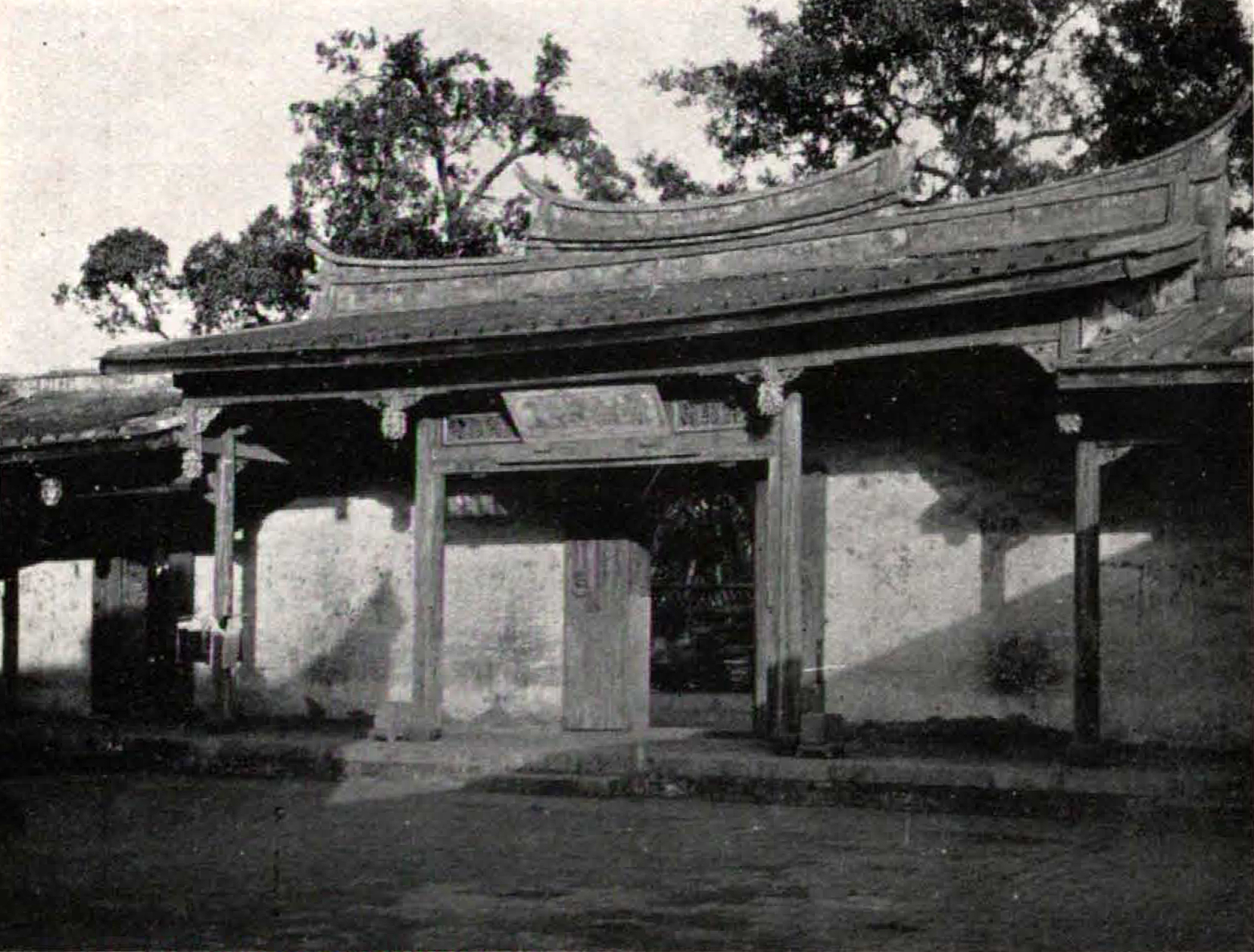
改建前之三川門內側，掛有匾額「前無古人」
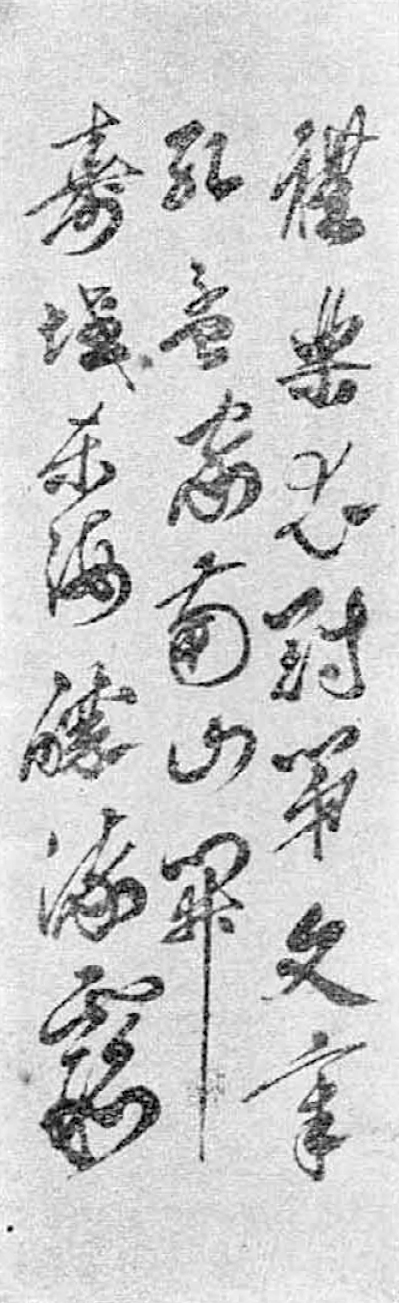
鄭成功真跡
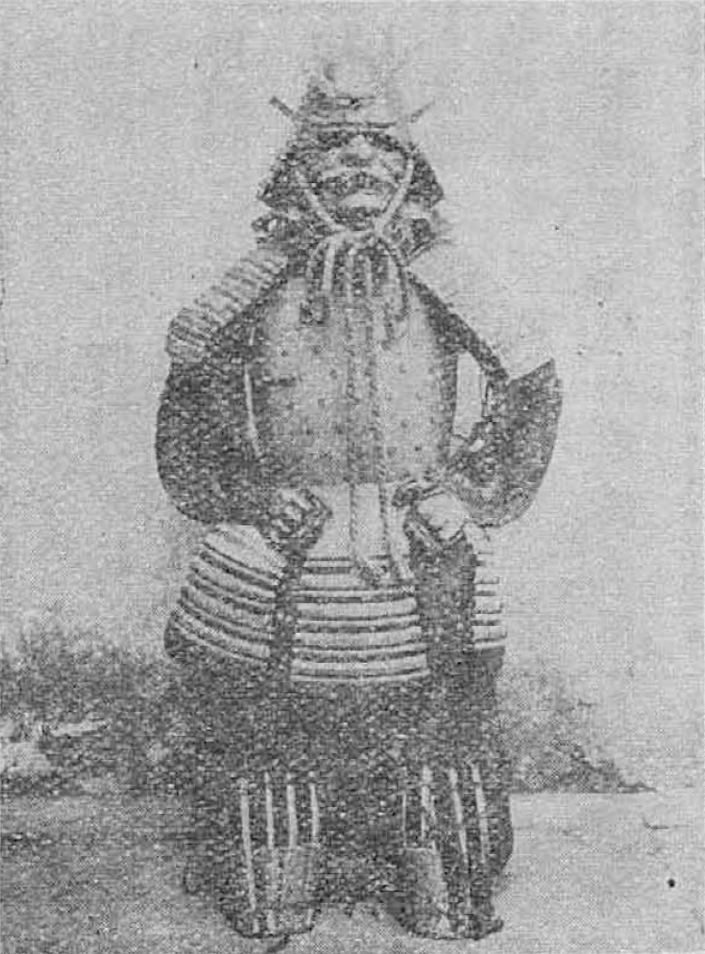
明珍作甲冑

#### 1915年改建
由於神社之建築係沿用於1875年興建之建築，地方人士有感建物使用已久，故於1908年由鈴木讓、森龜貴、中川俊一、松本德太郎、蔡國琳、王雪農等人發議改建神社，時任臺南廳長津田毅一與台灣其他廳聯合發起募捐，在六年間募得36,394圓，並由台南廳技師島田宗一郎任工程設計主任，由若林右藏、矢田貝靜睦輔助，工程則是由台南湯川鹿造及楊蕃薯承包。1914年8月，開山神社改建工程動工，改建部分包含前殿、後殿、迴廊、東西廂房、祭器庫、儀仗所，新建拜殿、社務所、手水舍、神職宿舍、鳥居、參道敷石、社號標，既有照牆及三川門被向東移動，以增加神社空間，並修復了東西轅門；在將相鄰私有地徵收後，社域增加為9,400坪。此次改建新舍的入口鳥居門額之「開山神社」為臺南廳長松木茂俊所筆，鳥居形式為島木鳥居，此型式是來自鄭母田川氏出身的川內浦的村社─太神神社的鳥居。改建工程於1915年4月下旬完工，而改建後的開山神社正殿與偏殿仍為中國南方傳統建築樣式，拜殿及社務所等新建建築則為正統日本神社之形制。

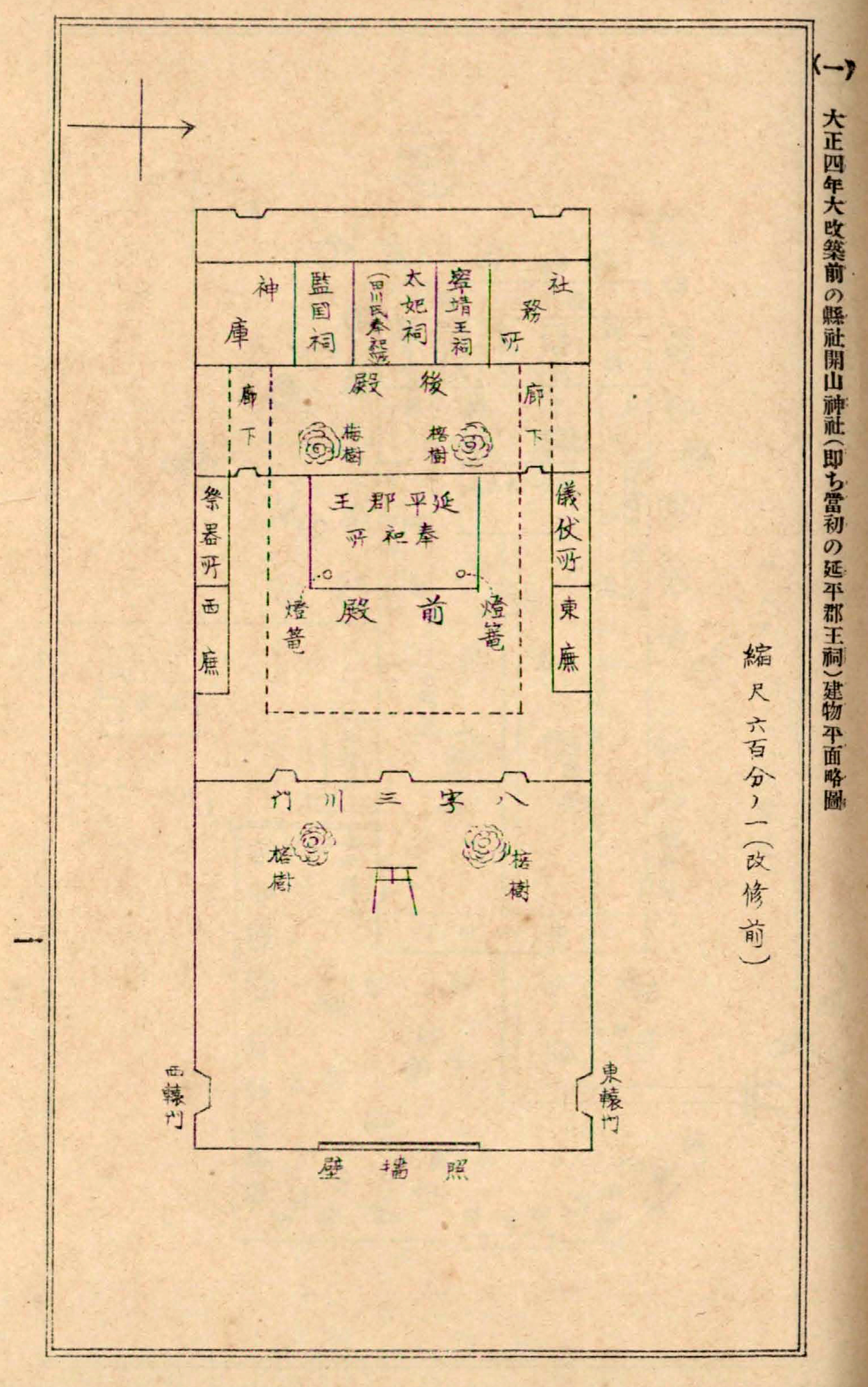
改建前平面圖
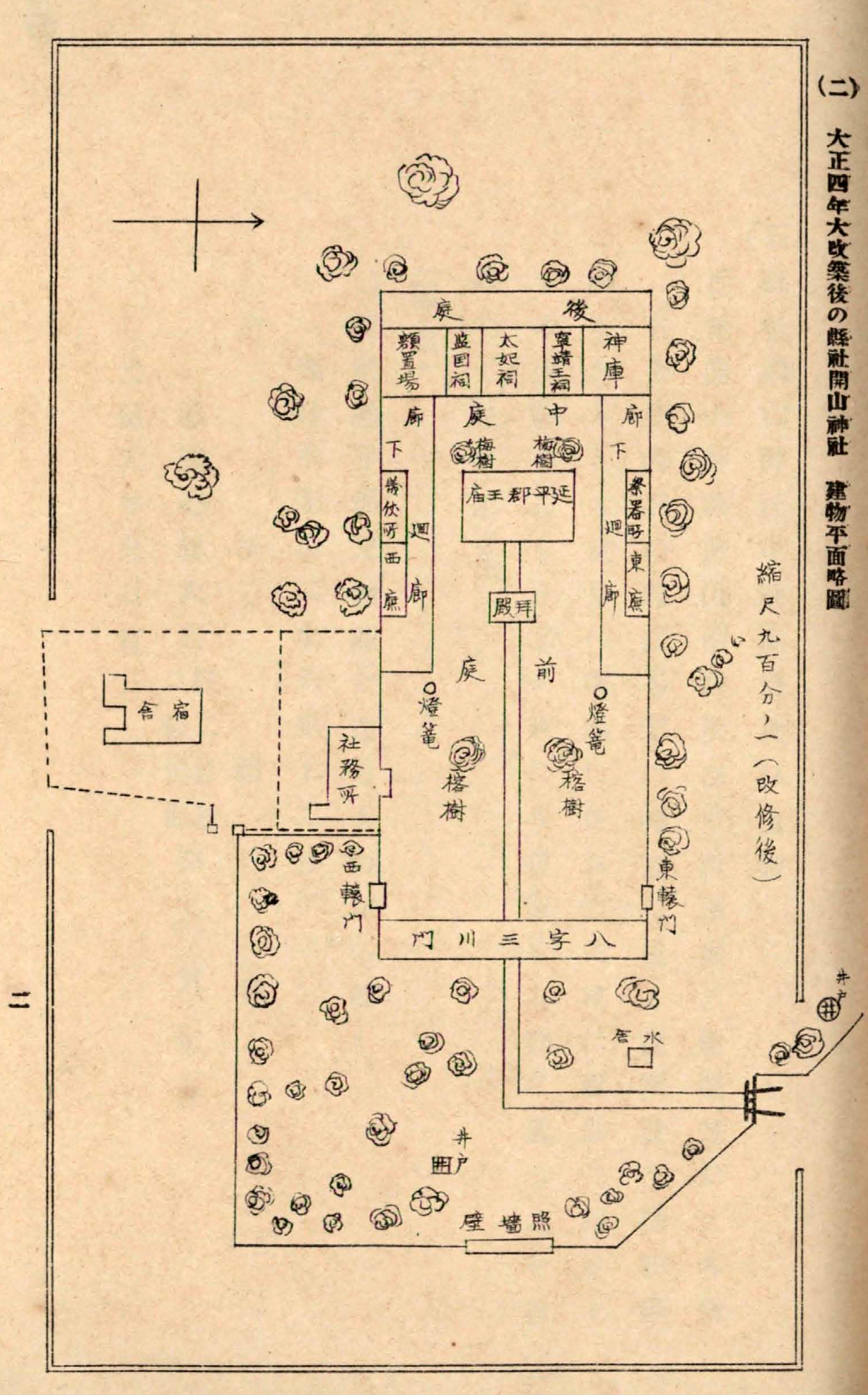
改建後平面圖
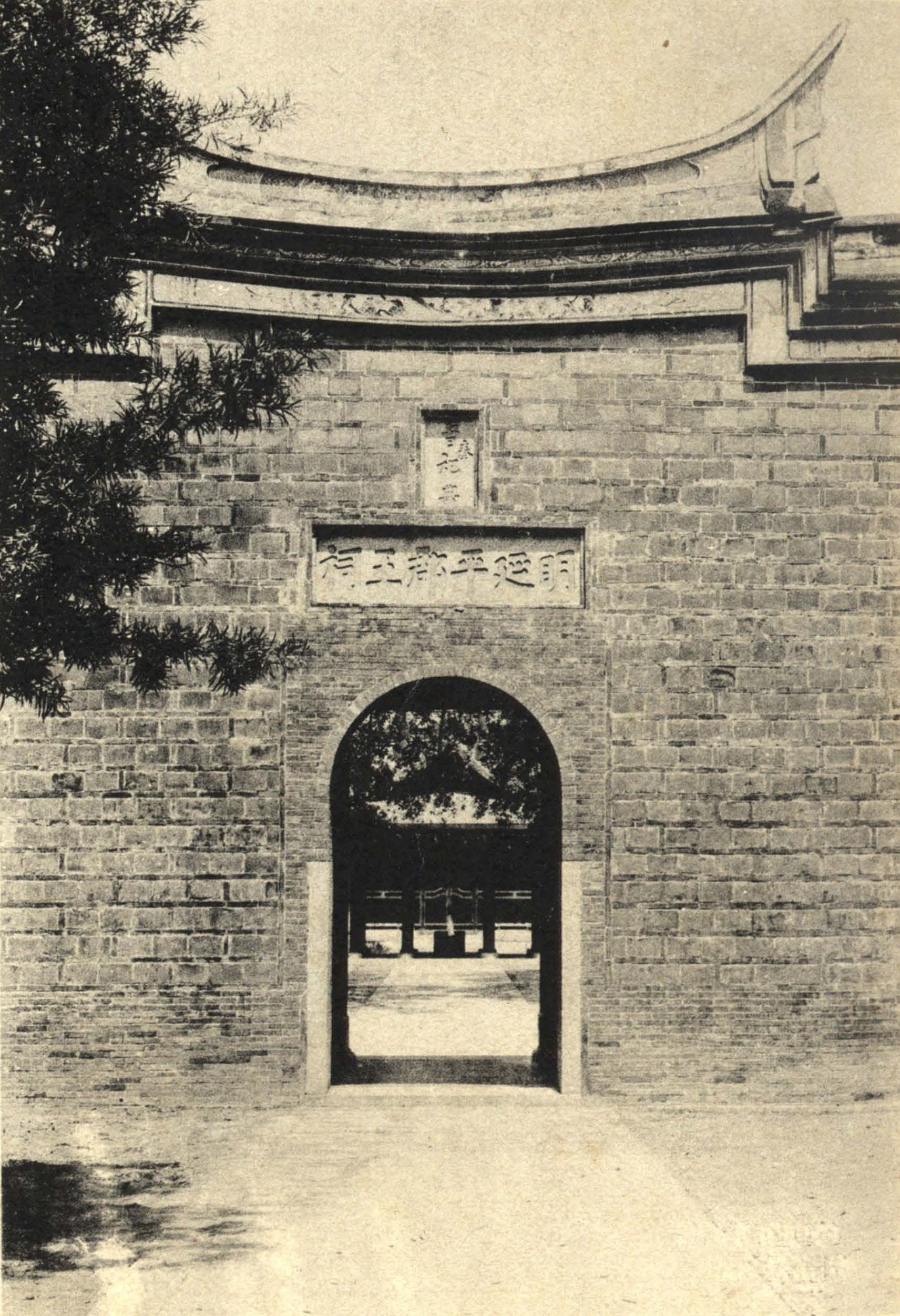
移築後之三川門，門後為神社拜殿
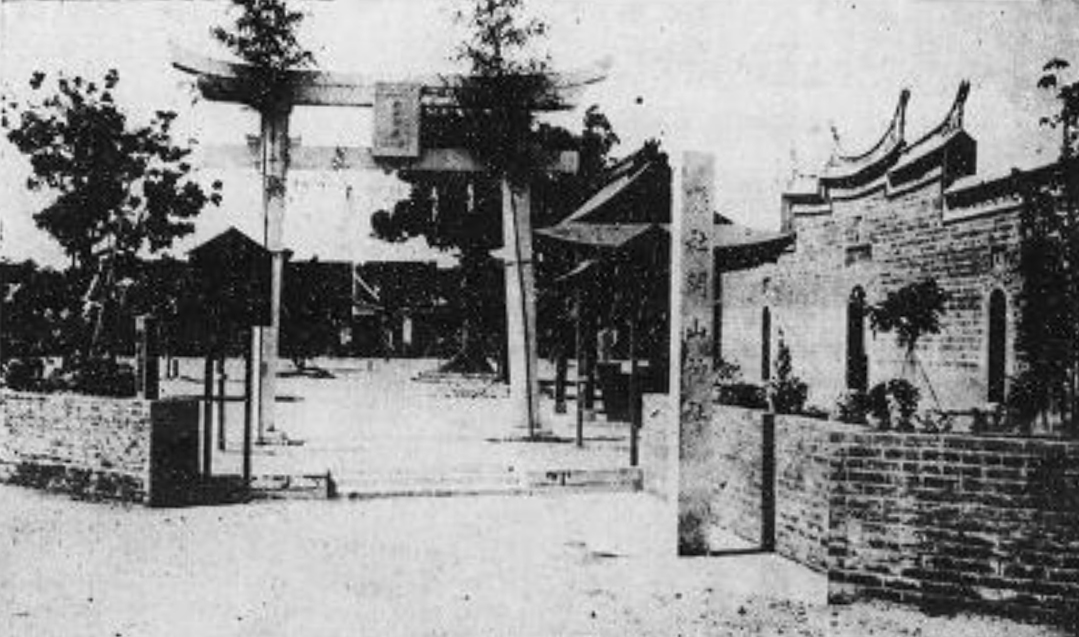
入口鳥居與三川門，可見社號標
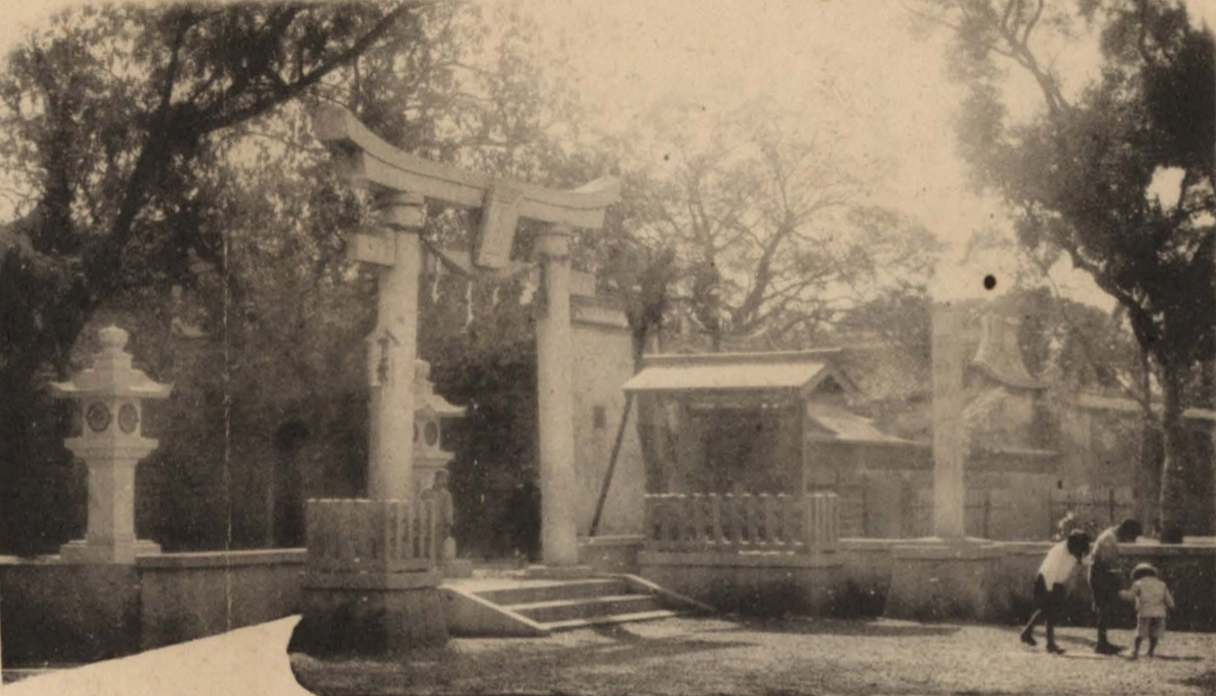
1930年代之神社入口，此時已新設石燈籠與揭示板
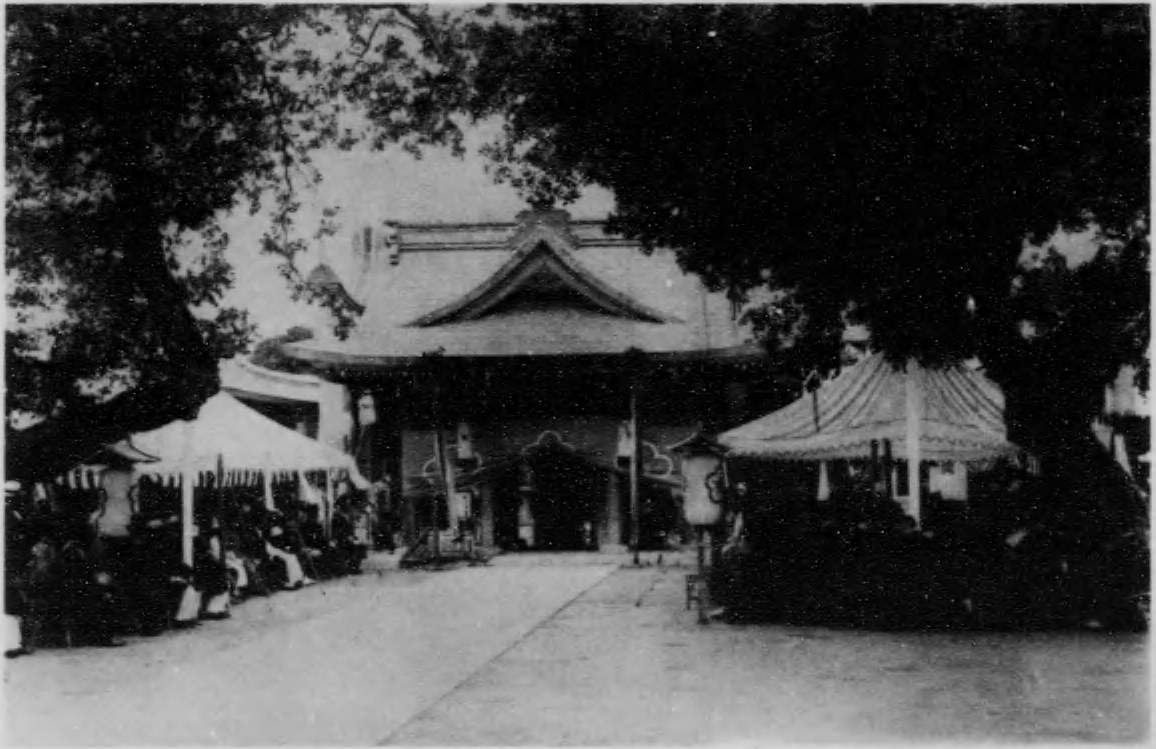
新建之開山神社拜殿
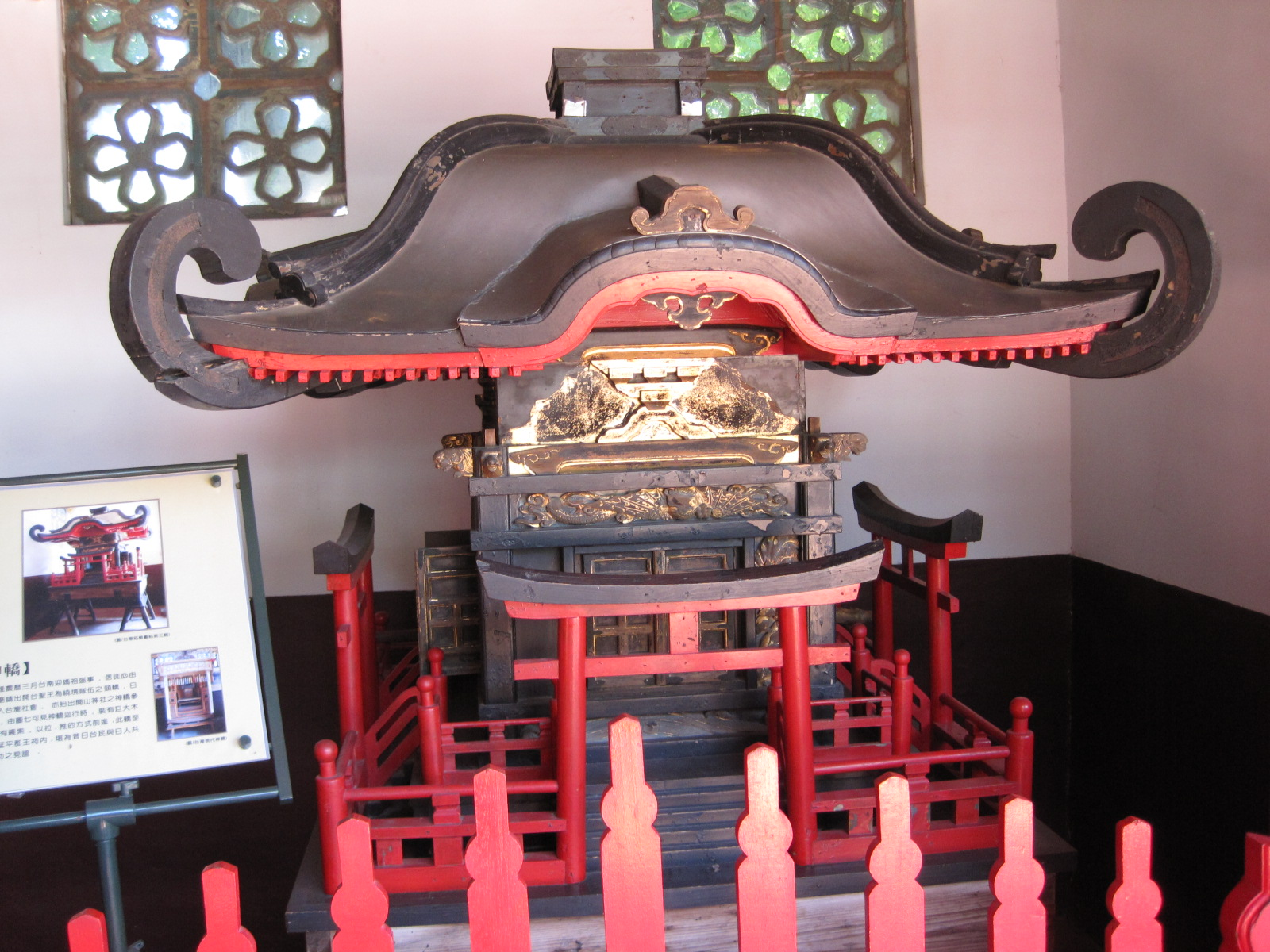
開山神社神轎現貌
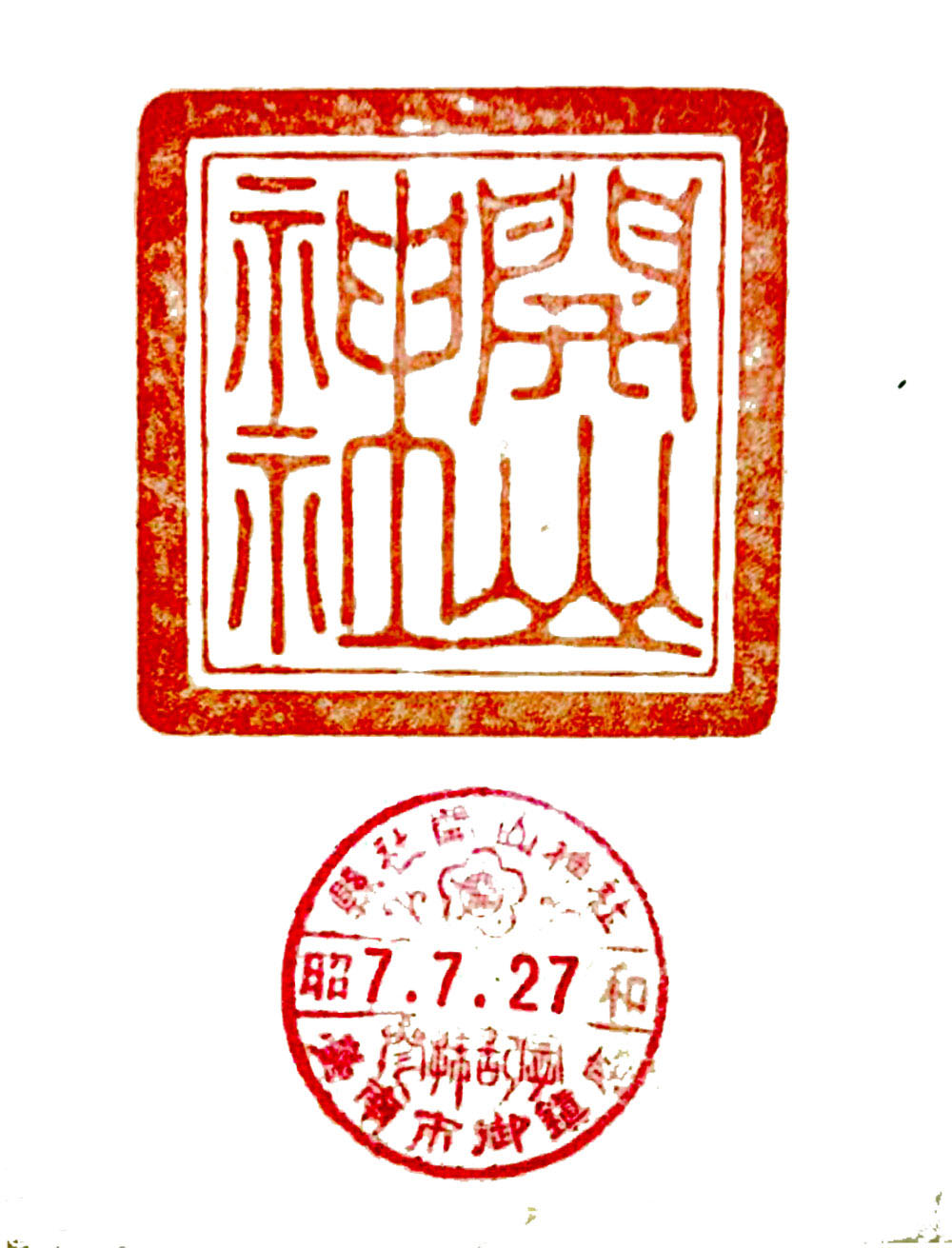
開山神社御朱印

#### 1941年改建

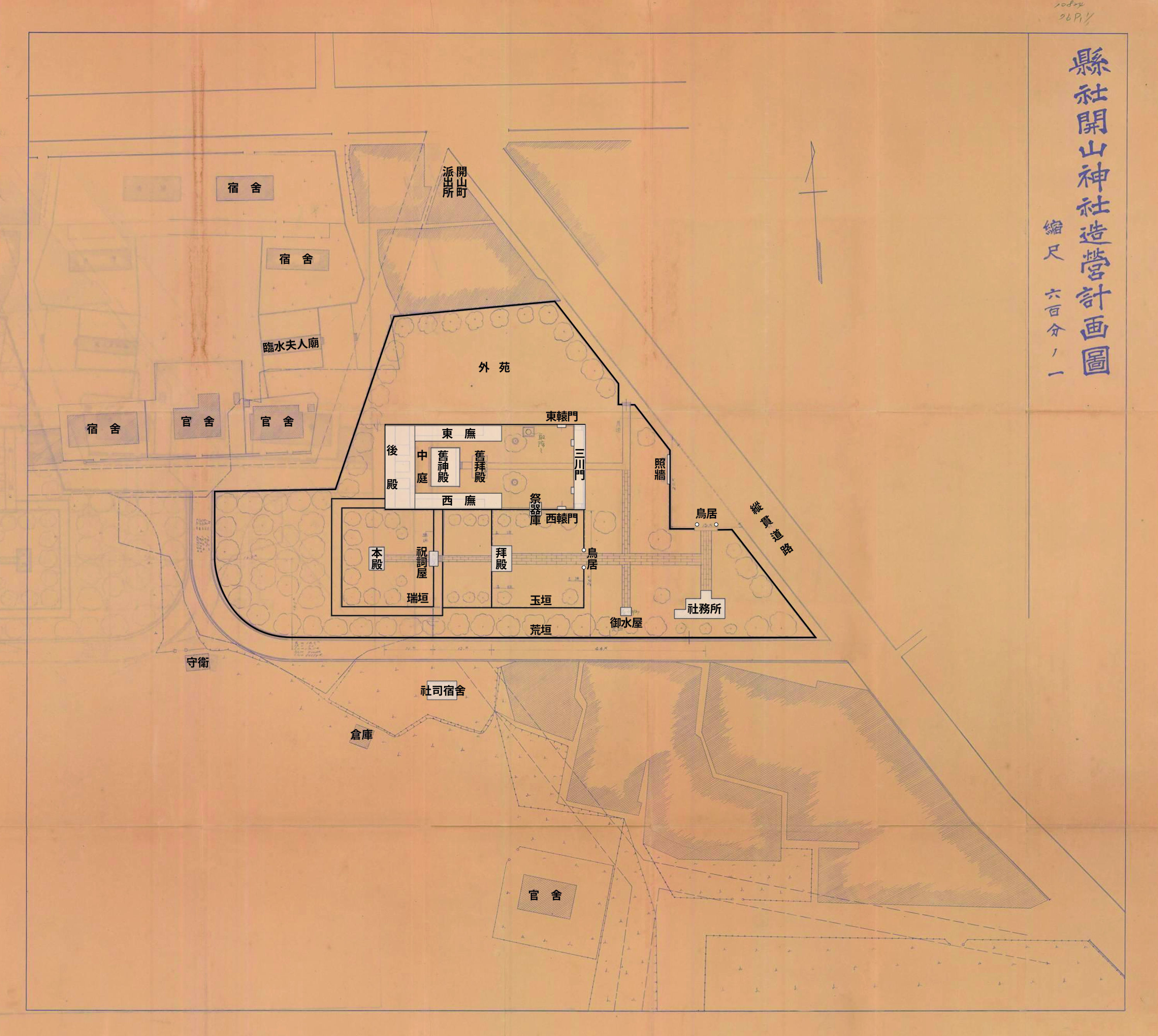
開山神社擴建計畫圖，擴建後社殿今郡王祠南面空地（文物館左側）

隨著日治後期的皇民化運動，各地神社皆有擴建需求，昭和十二年（1937年）適逢開山神社開山神社列格滿40年，故由有志之士組成發起神社改建。此次擴建計畫預算共20萬圓，其中13萬來自捐款、台南州補助5萬、台南市補助2萬。開山神社於原神社的南側新建一系列神社建築，新設部分有神明造本殿、祝詞屋、拜殿、祭器庫、御水屋、社務所、第一鳥居（高15公尺）、第二鳥居（高15公尺）、社司宿舍、燈籠搬遷、瑞垣、玉垣，以及參道切石、植樹造園、私有地徵收及地上物補償費等，神社境地約再擴大了2,600坪。整體工程於1939年動工，1941年完工。

### 恢復祠祀及重修（1945年）

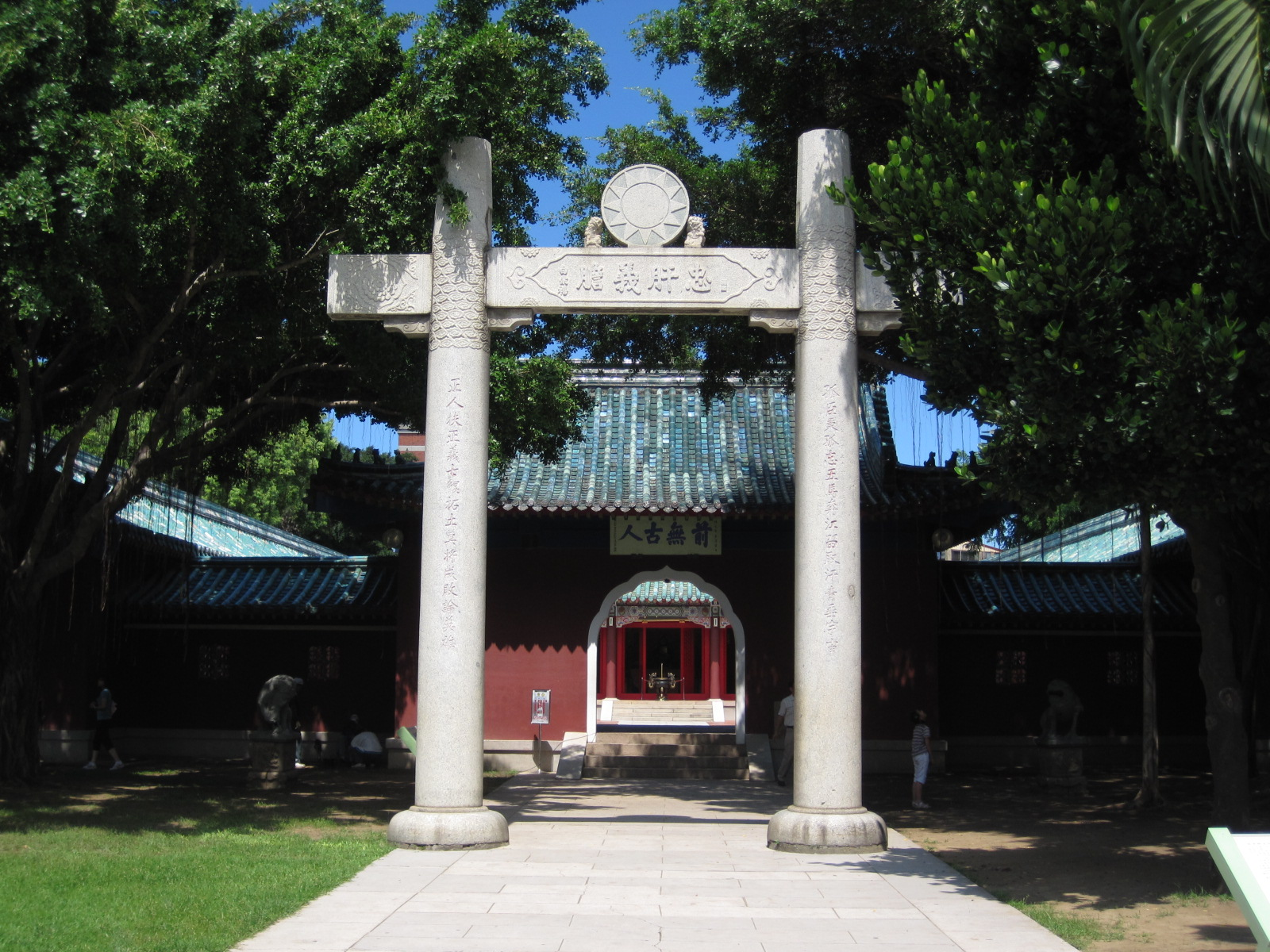
此牌坊據傳原為臺南神社的石製鳥居，上方「忠肝義膽」為白崇禧題字，並加上青天白日徽

第二次世界大战結束，國民政府接管臺灣後，該廟曾於1947年由臺南市市長卓高煊、延平郡王祠管理委員會諸委員及地方士紳發起重修，並於六年後由臺灣省政府指定為臺灣史蹟。另外，據黃串條回憶，其在約1947年的參與的臺南神社鳥居搬遷工程中，將台南神社的其中一附鳥居搬至延平郡王祠的三川門前。1950年，蔣中正提有「振興中華」之匾額。
1961年適逢「鄭成功復臺三百週年」，臺南市各界舉辦祭祀活動，以鄭王專祠年久失修，有失尊敬先賢之旨，加上蔣總統親自指示重修，遂由市長辛文炳領銜組織「民族英雄鄭成功史蹟修建委員會」，計畫延平郡王祠大規模重修，總工程花費新臺幣331萬6千餘元，於1964年6月17日舉行落成典禮。:166重建工程係由成功大學建築系教授賀陳詞主持，因賀陳詞認為簡陋之樣貌不足以彰顯鄭成功之偉大，故於在民國五十二年（1963年）將該廟從原本的福州建築形式改建為鋼筋水泥造的中國北方式建築、並鋪上當時被認為最具代表中國宮殿形式的琉璃瓦，此型式亦為台灣當時之建築特色。然而此舉使其在日後無法被列為古蹟，且被批評為未依原樣保存，有違建築與歷史追求真實的價值。
2007年，為保存掛在延平郡王祠入口的「前無古人」匾，其被重制後的匾額替換，原物則藏於鄭成功文物館。民國99年（2010年）7月21日，延平郡王祠連同鄭成功文物館被指定為臺南市第九座歷史建築，但仍非古蹟。

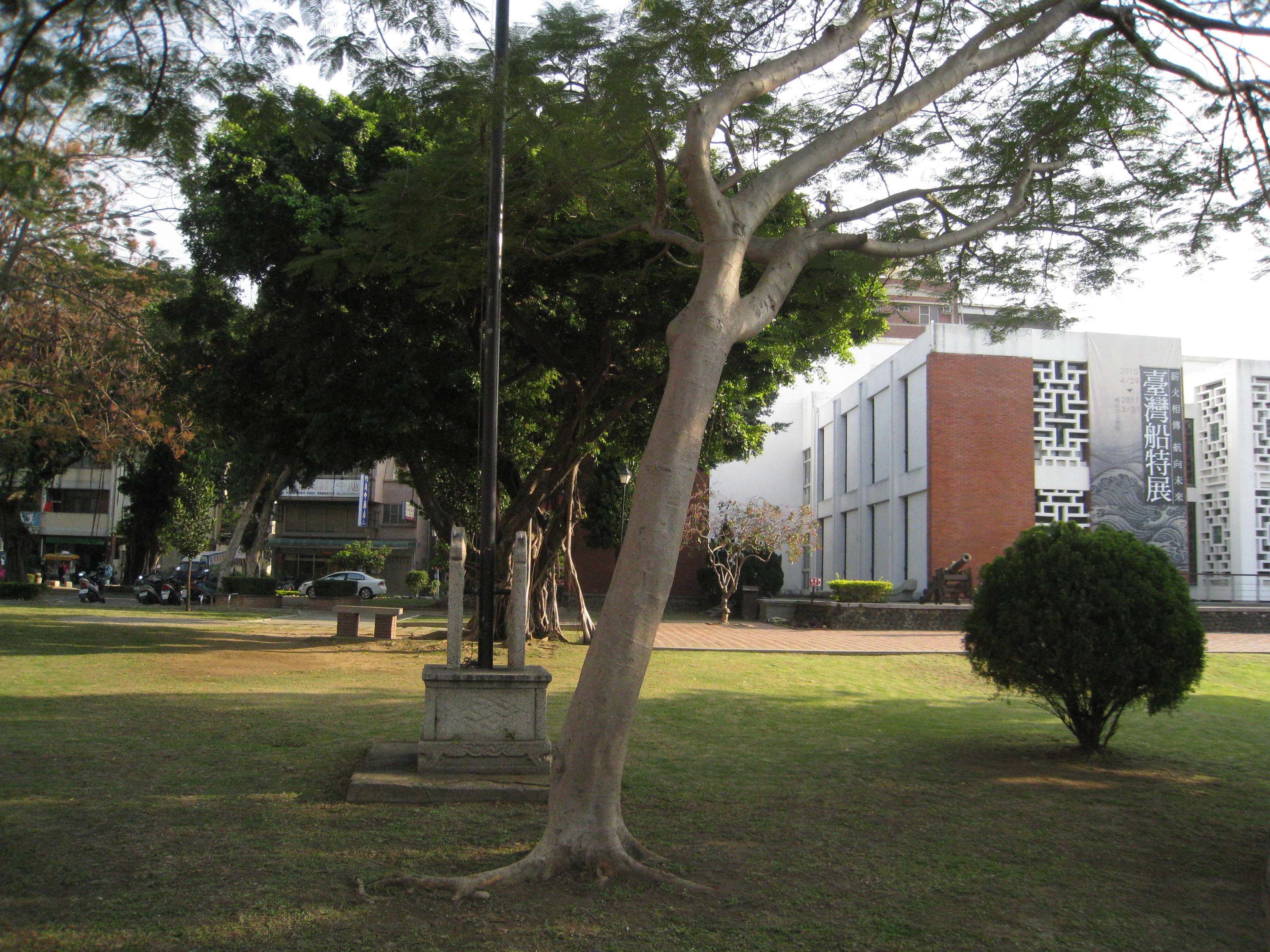
原開山神社入口前清代旗桿
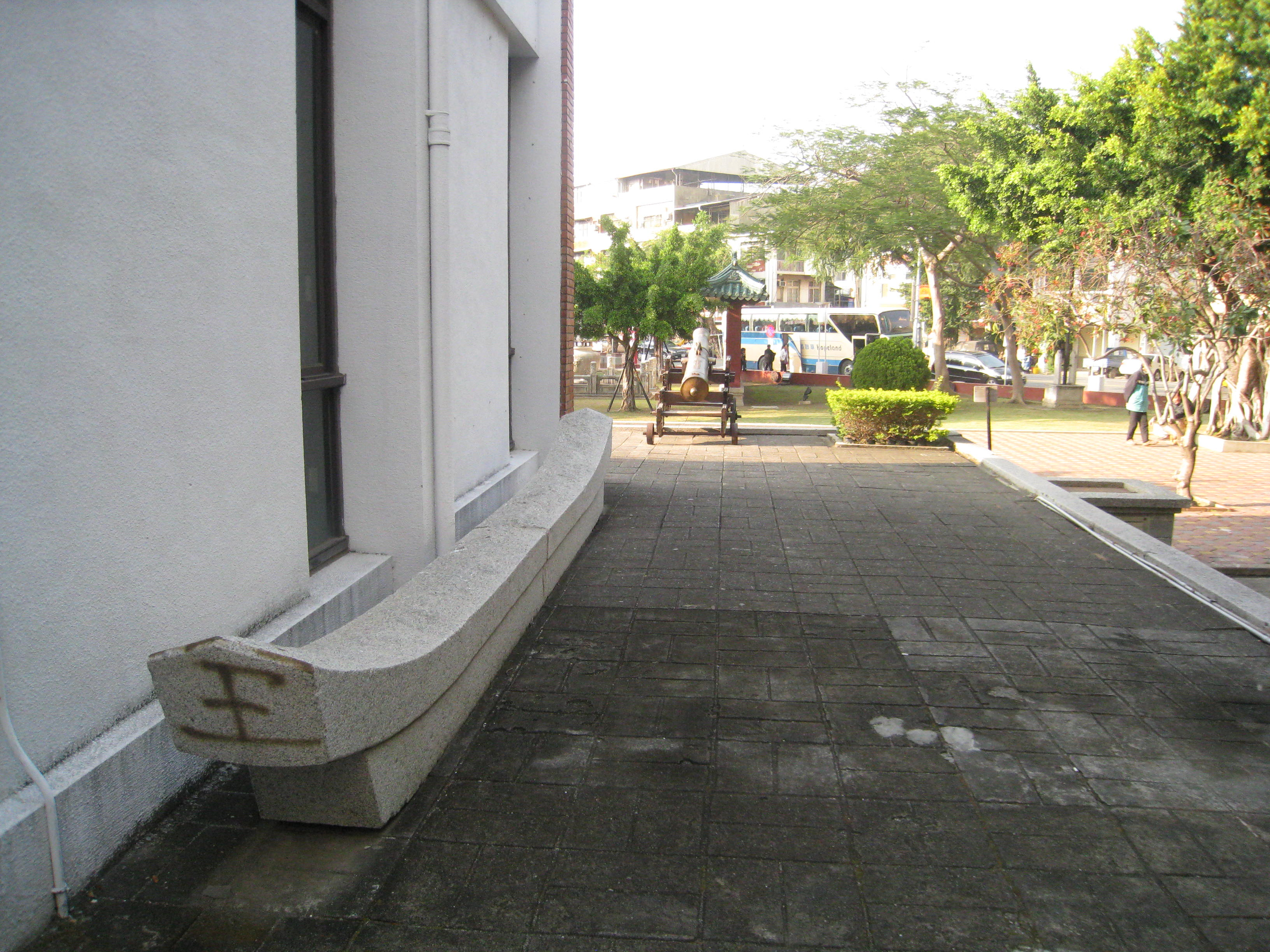
島木鳥居上方之構件現置於鄭成功文物館東側
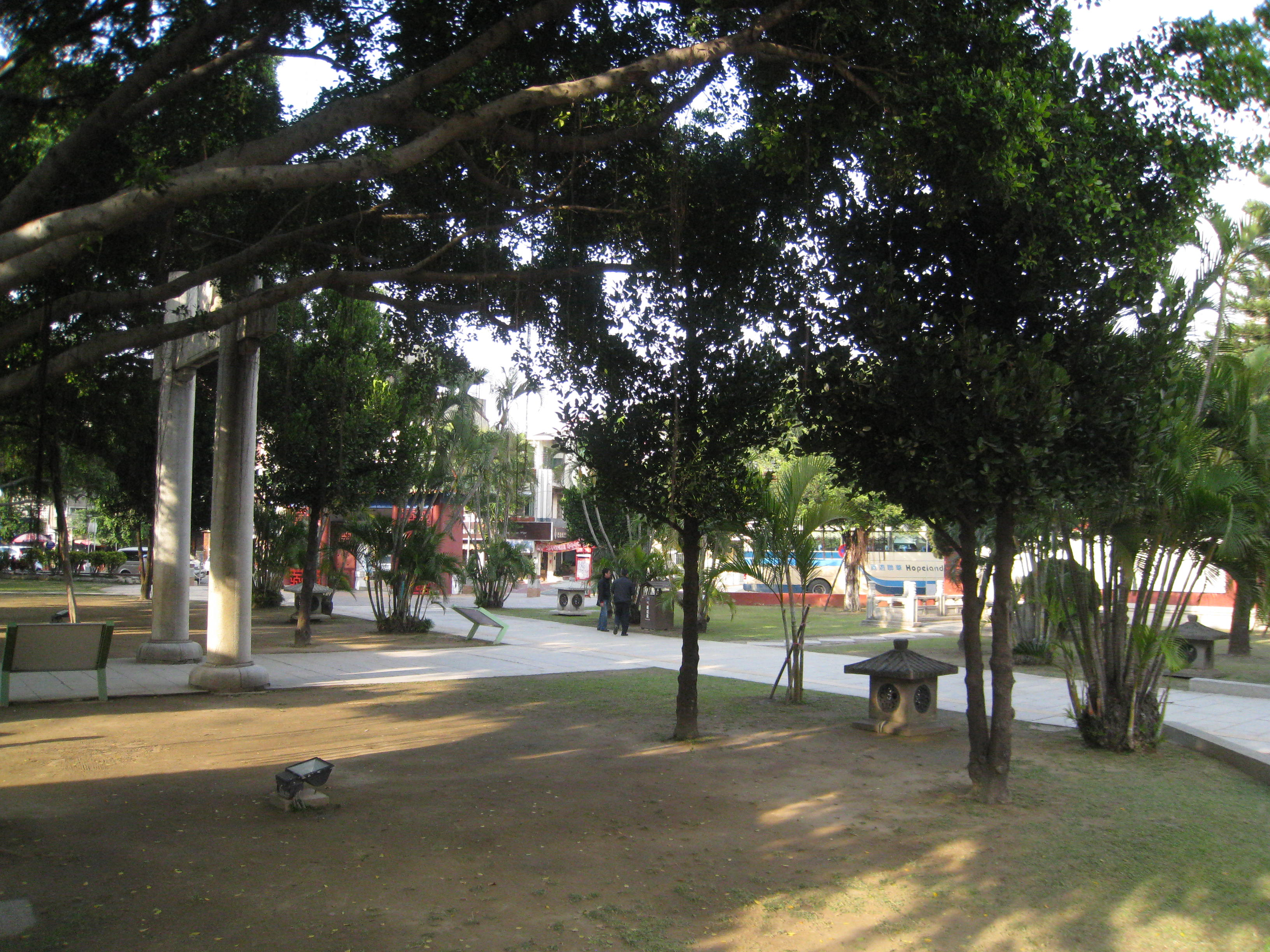
原開山神社石燈籠殘存構件
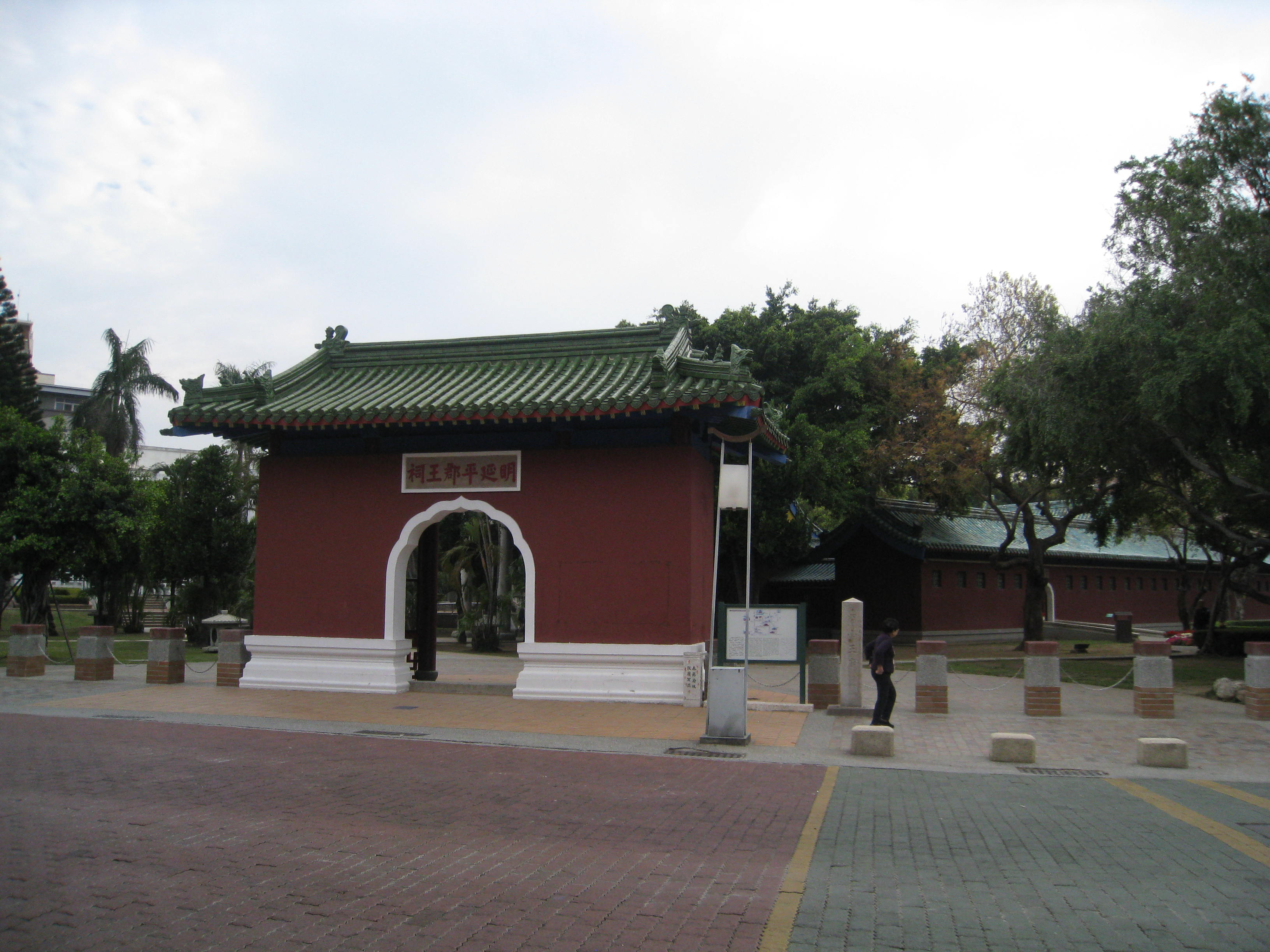
延平郡王祠原圍牆大門及售票亭，此門原為照牆，且門額原位於三川門上
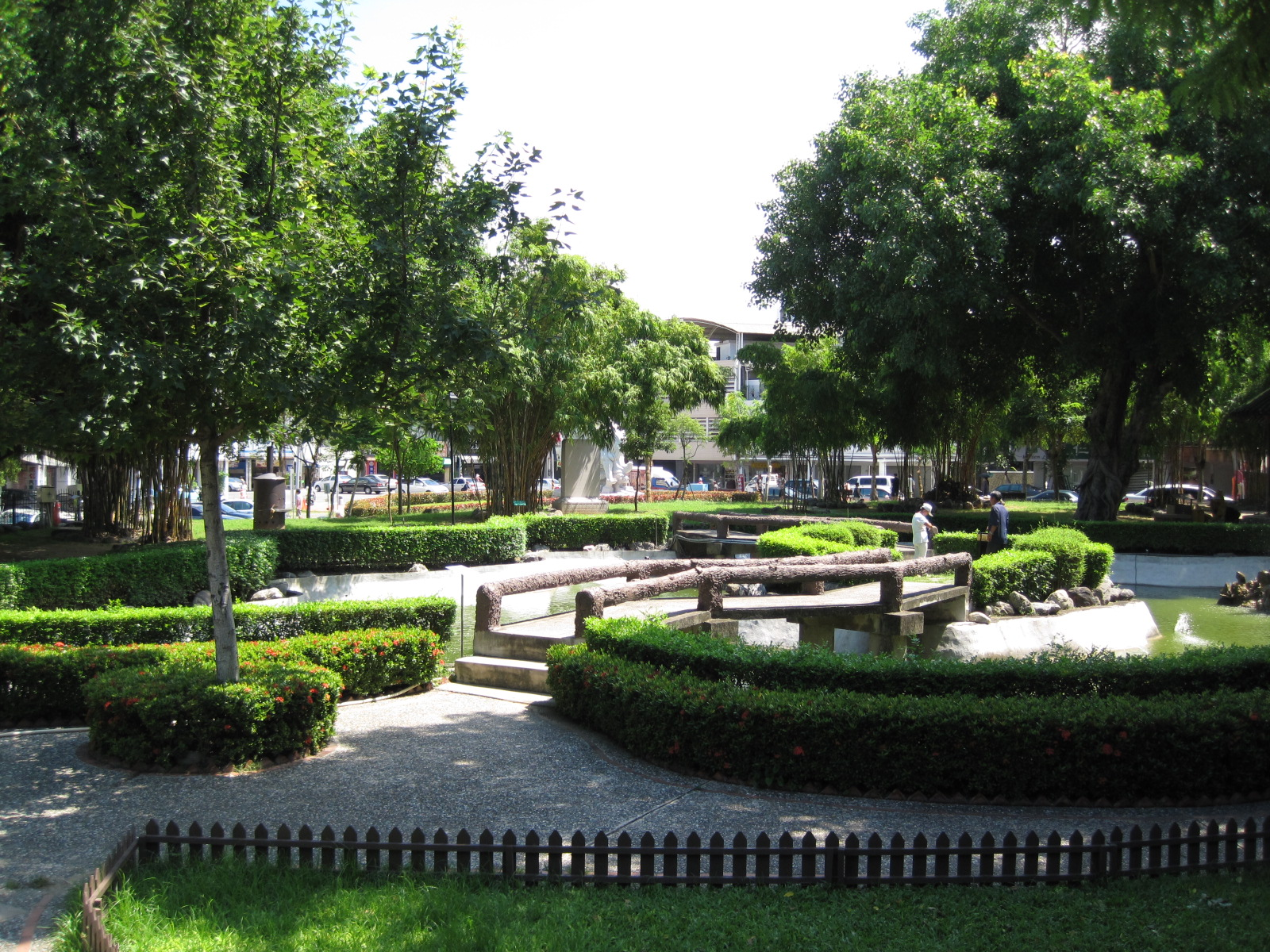
延平郡王祠庭園一景

## 建築特色

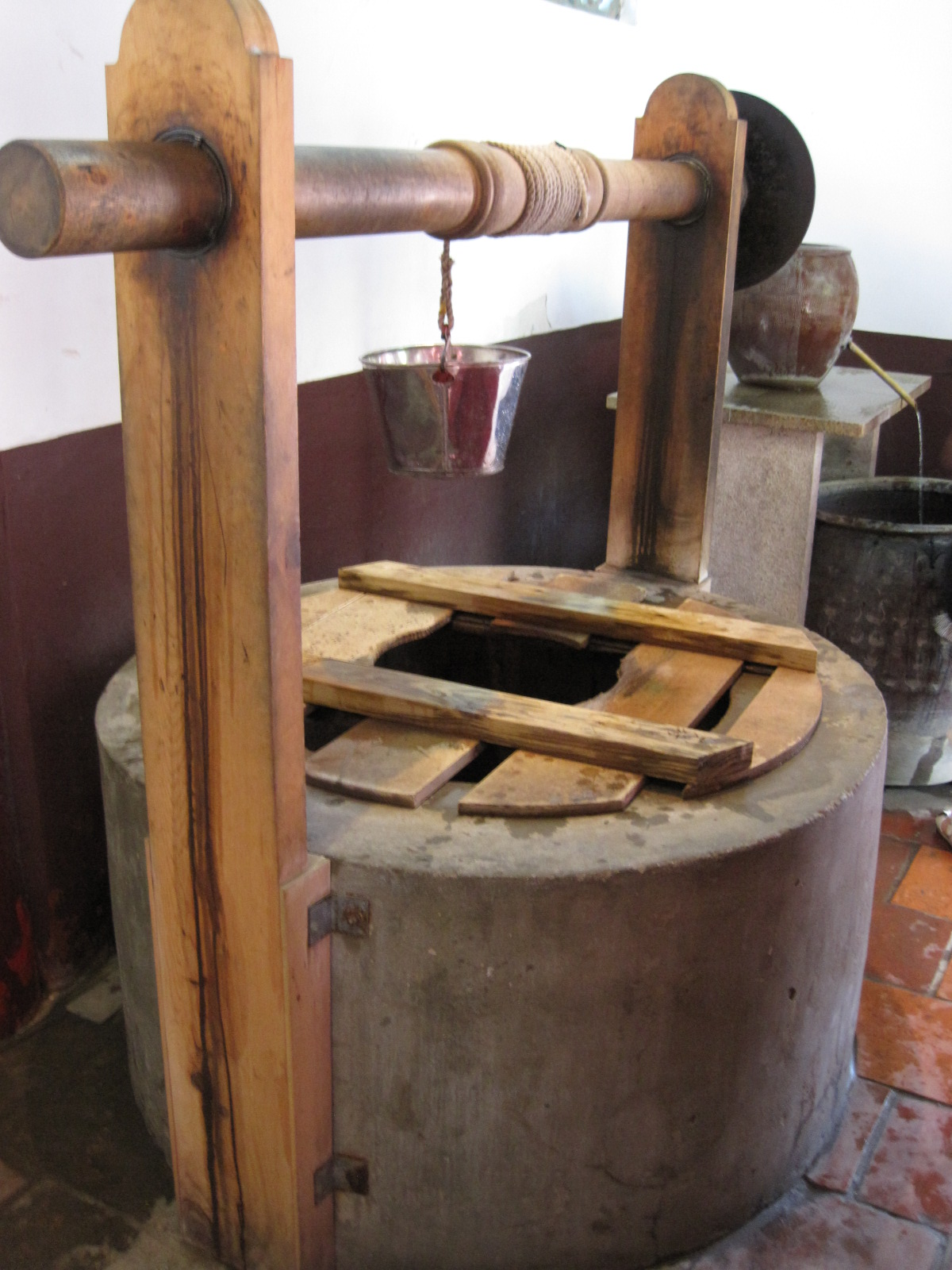
古井

現今的延平郡王祠基本上由祠廟本身與庭園和鄭成功文物館組成，主入口位於開山路上，而原本周圍有圍牆環繞，但現在已經打掉，只留主入口和正對著祠廟山門的一部分（做為照壁）。
祠廟的山門前有一座牌坊，原是日治時期臺南神社的鳥居，但在戰後重修時拿掉了最上方的橫樑，並放上青天白日徽。鳥居兩旁有前國防部長白崇禧於1947年題字的對聯「孤臣秉孤忠，浩氣磅礡留萬古，正人扶正義，莫教成敗論英雄」。然而在1964年重建時，遭黃典權更改為「孤臣秉孤忠，五馬奔江，留取汗青垂宇宙，正人扶正義，七鯤拓土，莫將成敗論英雄」。造成外界誤會為白崇禧對聯原文為如此，現今臺南市文獻委員會已於2006年在牌坊旁立碑說明此事。
2004年6月17日，臺南市議會第十五屆第五屆定期大會中，民進黨市議員李文正於向市議會大會提案，建請市府拿掉牌坊的國民黨徽以還給古蹟不被政治汙染。市府在召開文獻委員會討論後，文獻委員石萬壽則表示從歷史角度看，牌坊已經屬於歷史一部分，即使拆掉黨徽，也不能改變臺灣曾經受過國民黨統治的事實。文獻委員鄭道聰也認為牌坊上的黨徽是黨國時代產物，已經是歷史建築一部分，不應說拆就拆。
祠廟的本體是三進合院類型，座西朝東，由山門、正殿、後殿與兩側廂房組成。山門之左有過廊接到「甘輝將軍祠」，祠前有一門通往北邊的庭園，而自祠前往西則為東廡，供有陳永華、李茂春、盧若騰、馬信及阮駿等明鄭殉難文武諸臣59名牌位，此外祭器所亦設於此。而山門之右為「張萬禮將軍祠」，同樣在祠前有一門通往南邊的庭園，且從祠前往西為西廡，除供有沈光文、何斌等59名諸臣牌位外，儀仗所也設於此處。東西二廡合計供奉殉難諸臣牌位118位。

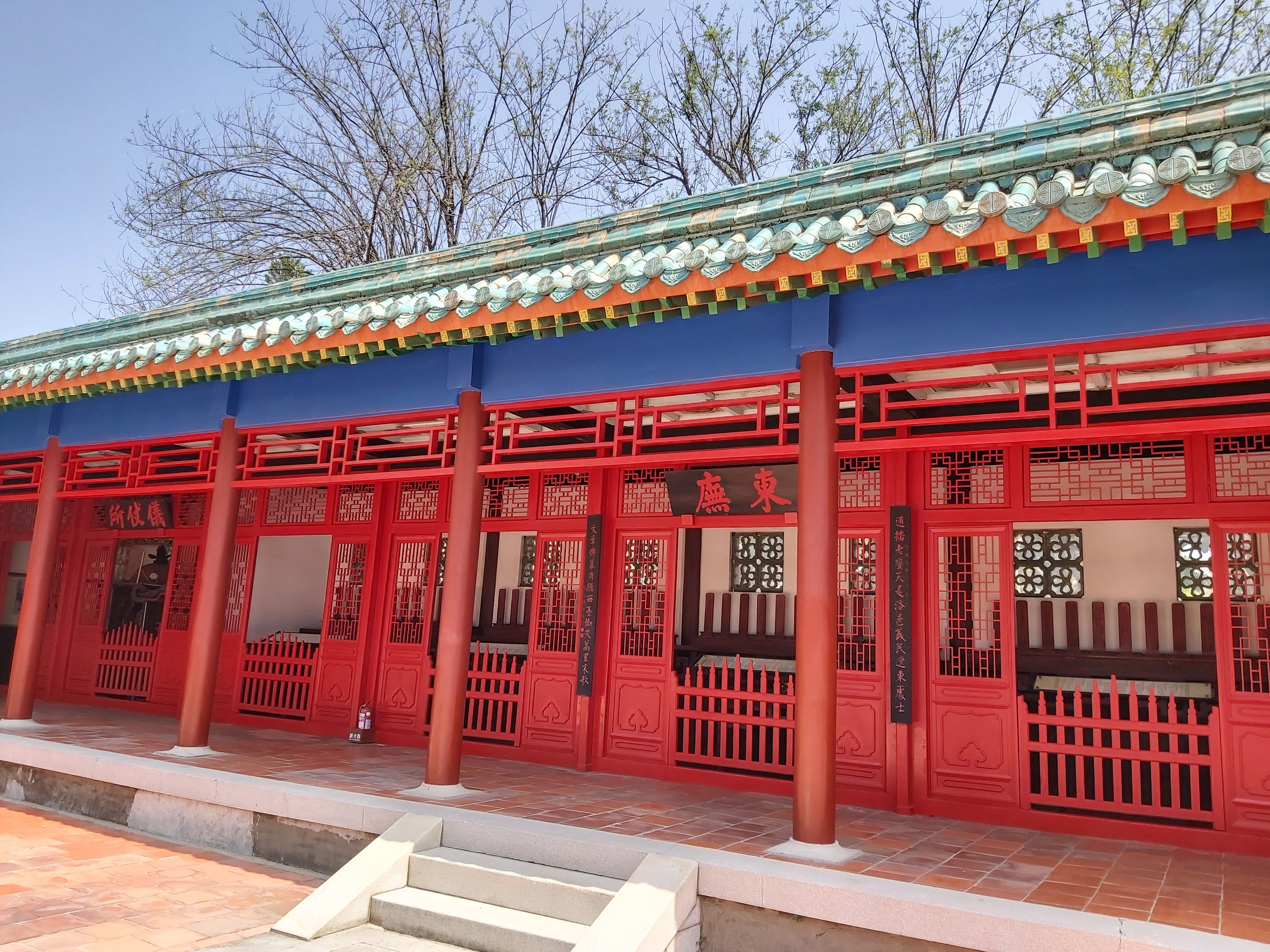
兩廡
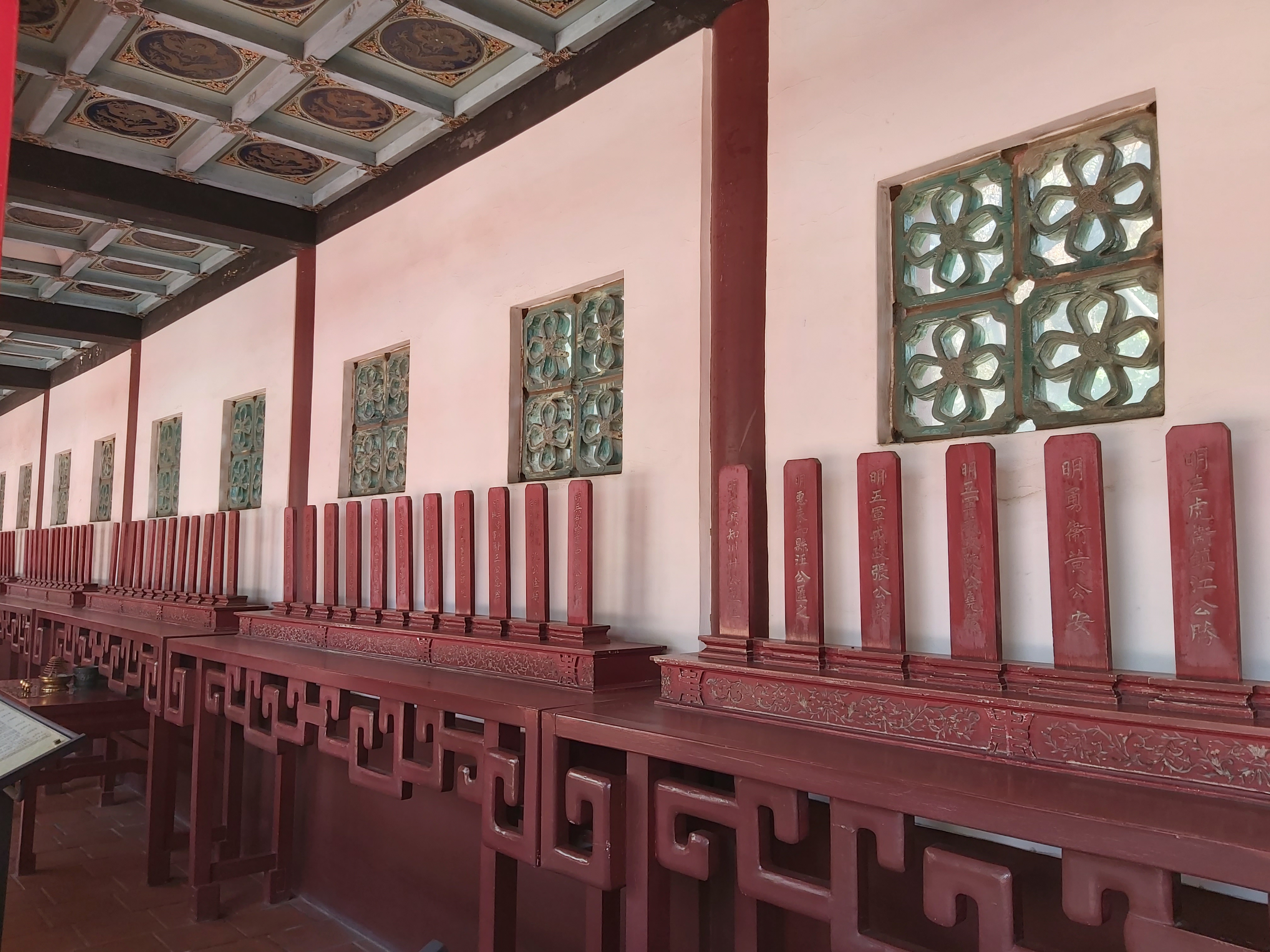
諸臣神位

正殿是供奉鄭成功之處，最外圍有迴廊，裏頭正中央為洗石子神龕，上有雕塑家楊英風所做之鄭成功塑像，但近年整修後有不少反彈聲浪。此外在塑像之前為昔日廟裏的神像金身，該神像一度在民間輪祀，直至近年才迎回安座。

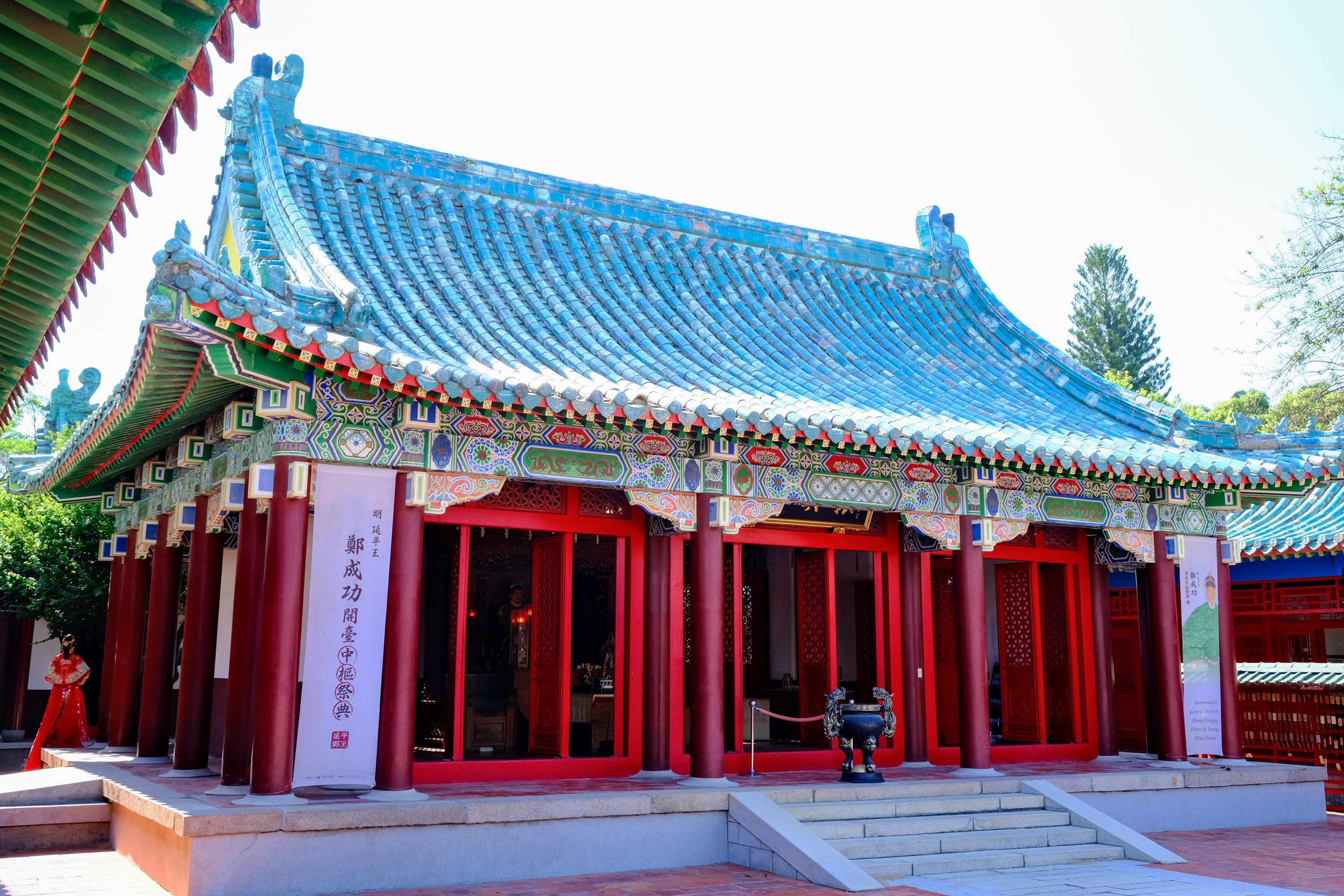
正殿
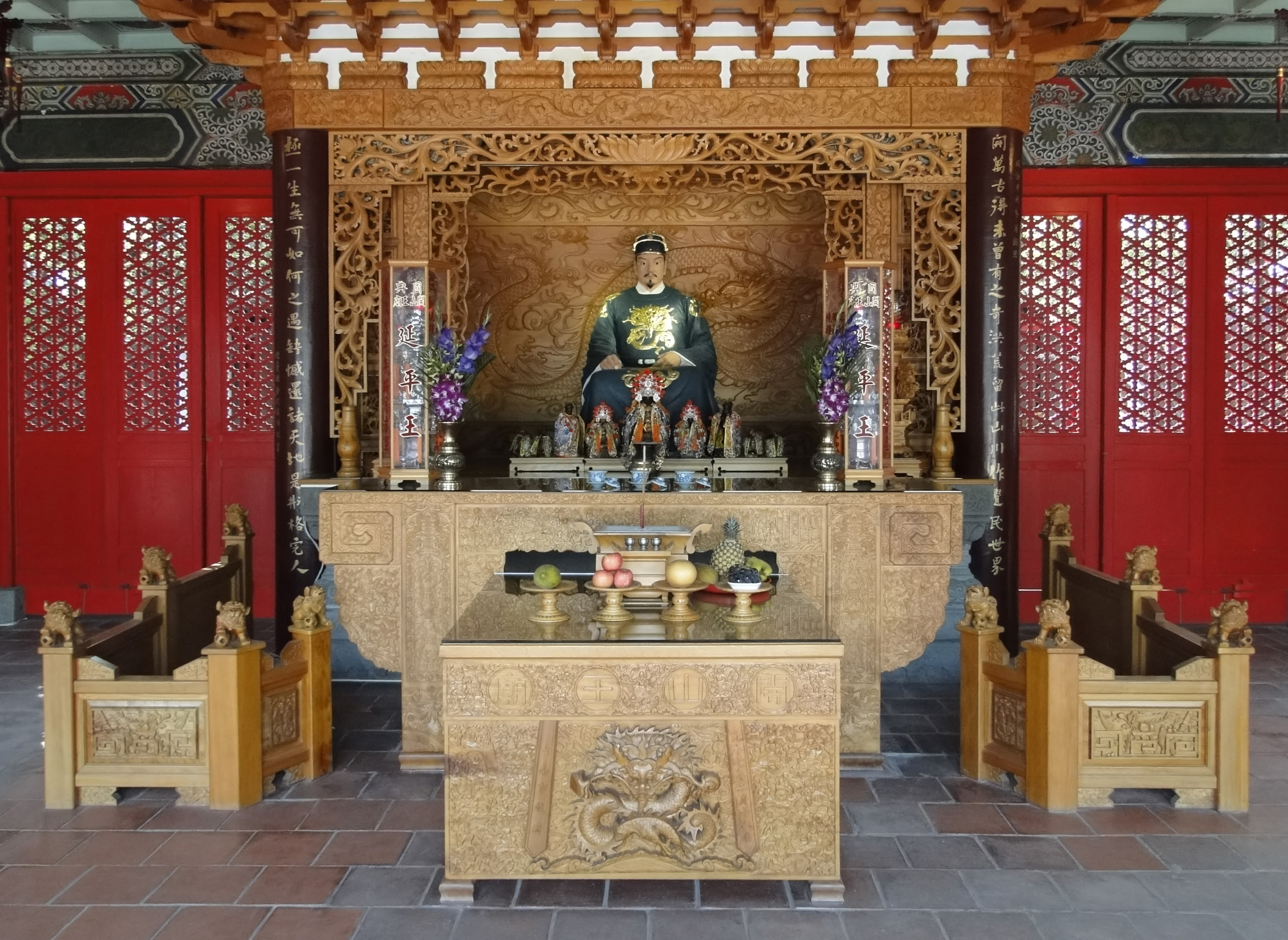
鄭成功坐像

後殿中央則為依祀典廟宇的慣例所設的太妃祠，供奉鄭成功之母翁太妃田川氏。而在太妃祠之左，則為供奉寧靖王朱術桂與其五妃的寧靖王祠，右邊則為供奉鄭成功長孫鄭克及其夫人陳氏的監國祠。

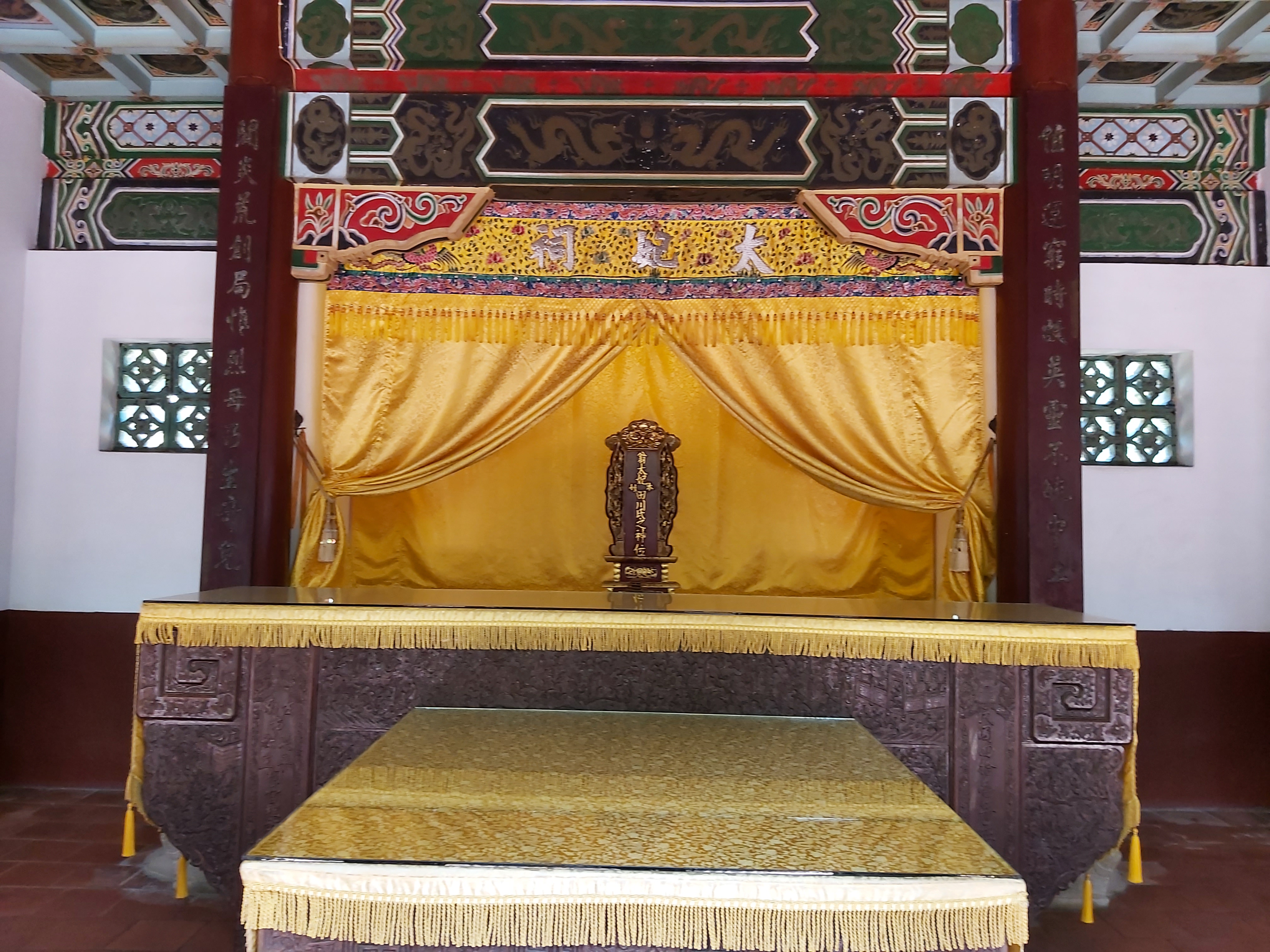
太妃祠
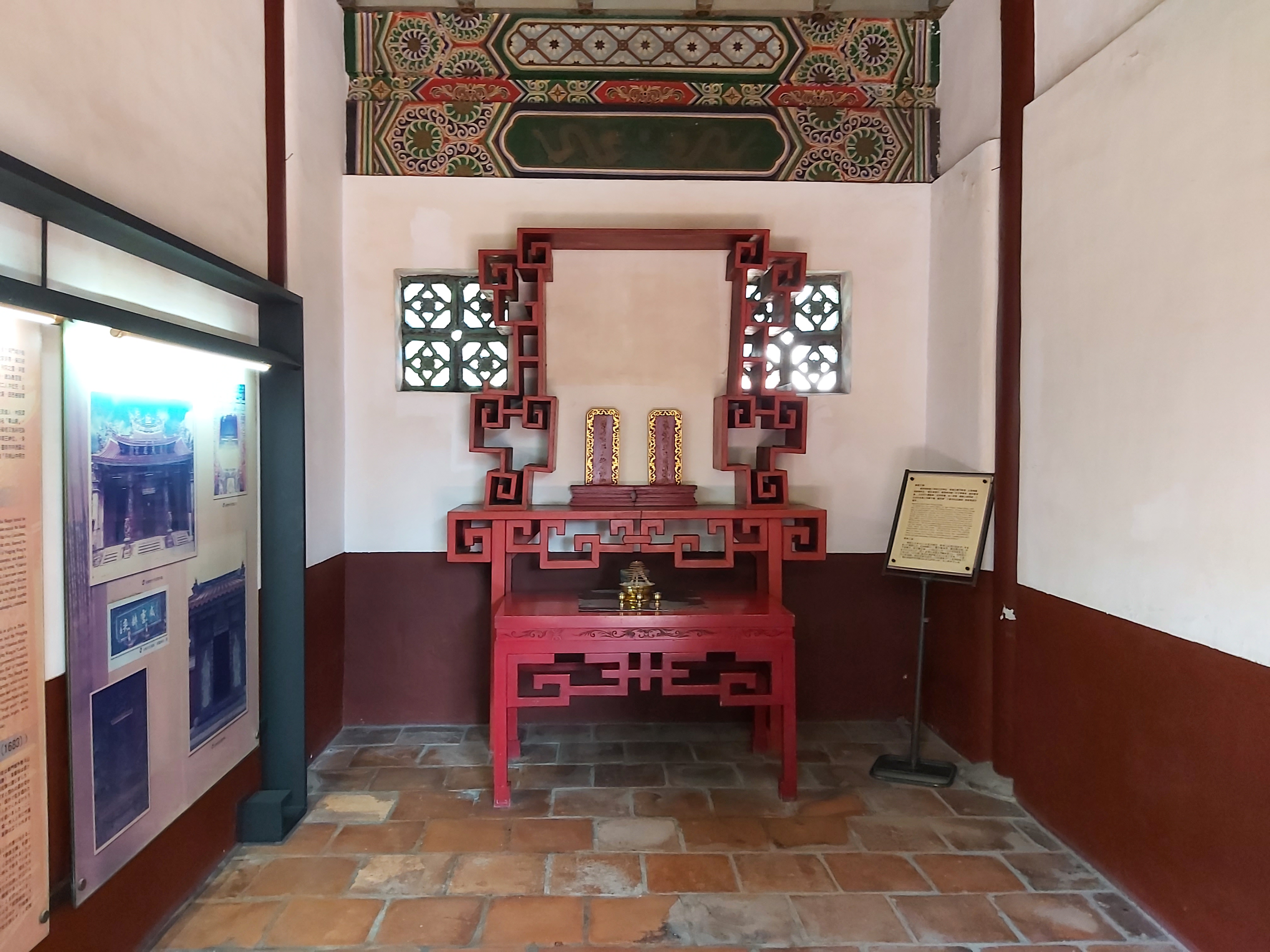
寧靖王祠
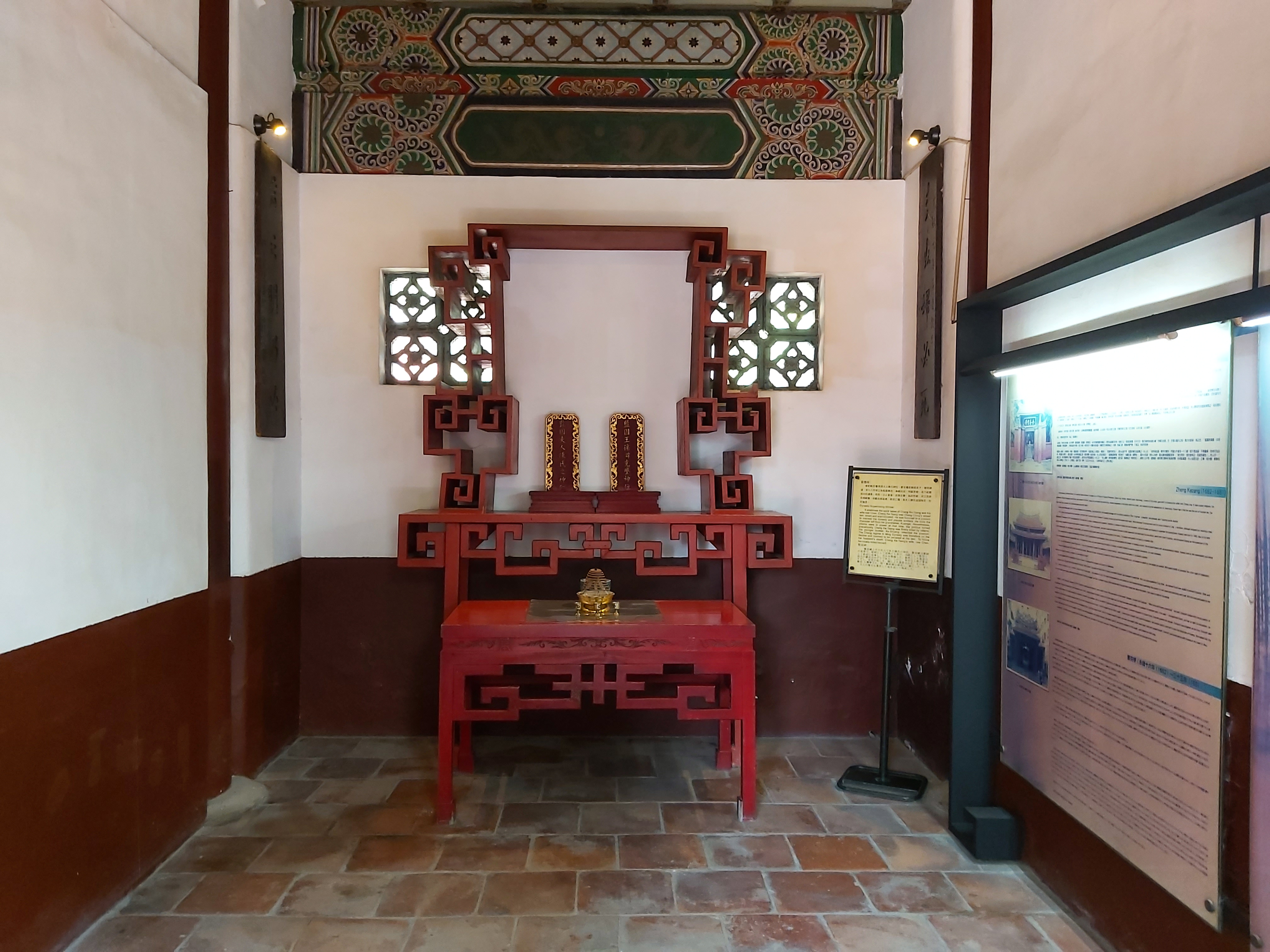
監國祠

鄭成功文物館
鄭成功文物館係於1964年興建，由賀陳詞設計，典藏臺南市歷史文化文物。此館所在約為原開山神社之社務所，而館藏之淵源可追溯至台灣總督府於1930年在臺南舉行「台灣文化三百年紀念會」活動所收集展示的臺灣史料；1932年設置「臺灣史料館」於安平古堡內（今熱蘭遮城博物館）；1935年，為慶祝「始政四十周年記念臺灣博覽會」，臺南市役所配合成立「臺南歷史館」共計三處會場，第一會場臺南州商品陳列館（今臺南高分院址），第二會場今熱蘭遮城博物，第三會場今大南門址。1937年後，為將館藏長久保存及展示，於大正公園（原民生綠園，今湯德章紀念公園）武德殿舊址（今中西區公所址）興建興亞式鋼筋混凝土造之「臺南市歷史館」，但於太平洋戰爭期間遭美軍炸毀。
1945年於赤崁樓重新設立「臺南市立歷史館」，1964年延平郡王祠改建為北方宮殿式建築，於南側興建西式平頂館舍乃自赤崁樓舊址遷移並易名為「臺南市民族文物館」；2003年文物館重新整理完成更名為「鄭成功文物館」。2021年初開始進行整修工程，2023年12月22日以「臺南市立博物館」之名重新開館。

## 儀典

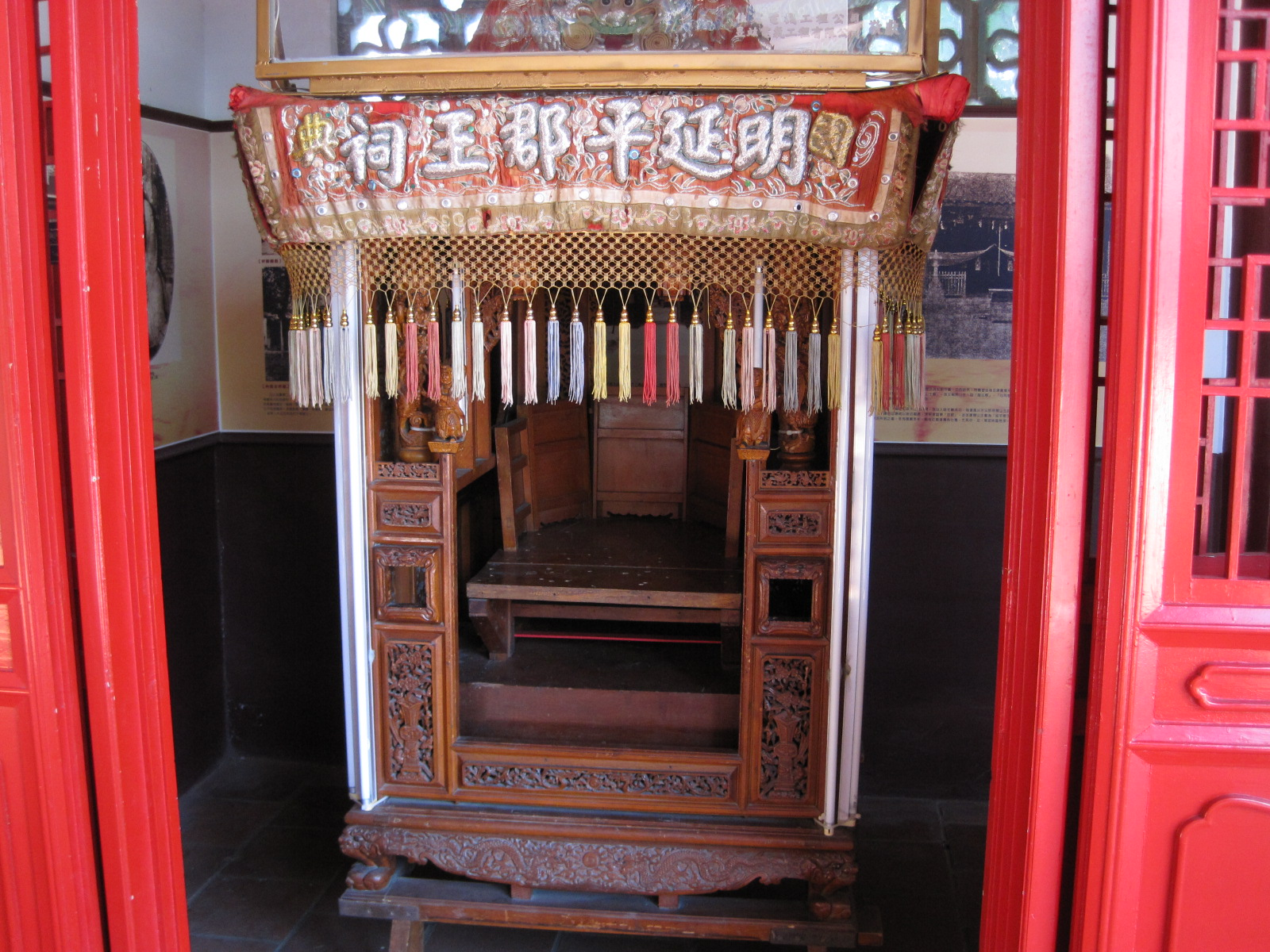
現今所用的神轎

台灣清治時期由於延平郡王祠列入官方祀典中，每年春、秋兩季舉行鄭成功聖誕中樞祭典，費用來自臺灣縣（後改為安平縣），主祭者為臺灣兵備道、臺灣府知府、臺灣府海防同知、臺灣縣知縣、縣經歷、縣右堂等，而民間祭祀則照開山王廟時期的慣例，於正月十六日到十九日舉行祭祀，並在七月廿二日舉行盂蘭盆會。
台灣日治時期改為開山神社後，例祭定在每年2月15日，但是民間的祭祀仍依傳統的農曆進行。
民國時期二戰後，臺灣省參議會在1948年定4月30日的「鄭成功登臺日」為官方春祭之日，但1959年臺南市文獻委員會認為鄭成功登臺之日換成陽曆應為4月29日，臺南市政府向臺灣省政府提議改以每年4月29日為春祭之日，而秋祭之日則是在1950年8月15日由臺灣省政府通知臺南市政府，依據臺灣省文獻委員會的研究定於8月27日，目前改為每年農曆7月14日為秋祭之日。春秋二祭原由中華民國內政部部長主祭，公祭後由各地鄭氏宗親家祭，有時還會有日本代表以神道教儀式祭祀；2017年後為尊重台灣各族群歷史，主祭官不再硬性規定由中央官員出任。

### 祭祀團體
延平郡王祠（開山王廟）的祭祀團體派下分為五祧，分別是「同心敬」、「誠心敬」、「和心敬」、「忠雅堂」、「崇德堂」，簡介如下：
| 名稱   | 簡介                                                               |
| ------ | ------------------------------------------------------------------ |
| 同心敬 | 辦理祭祀與迎神時的事物，人數約60人；刻有開山王神像奉祀，高約兩尺。 |
| 誠心敬 | 負責轎班，人數約60人；刻有開山王神像奉祀，高約七寸。               |
| 和心敬 | 充任法師，人數約60人；刻有開山王神像奉祀，高約七寸。               |
| 忠雅堂 | 由福州旅臺人士組成的社團。                                         |
| 崇德堂 | 臺南鄭氏宗親。                                                     |

### 開山神社

#### 社司
- 平松義雄（1904年）
- 鈴村讓（1907年至1922年）
- 森龜貴（1923年至1926年）
- 杉田恕平（1928年至1945年）[26]

#### 祭日
- 1月1日：歲旦祭
- 1月3日：元始祭
- 2月3日：御創立祭
- 2月11日：紀元節
- 2月15日：例祭（鄭成功誕辰）
- 5月8日：祭神薨去日祭
- 6月17日：始政記念日
- 7月14日：御誕生祭
- 8月10日：安平入城日祭
- 8月18日：承天府記念日祭
- 8月30日：天長節
- 11月23日：新嘗祭
- 12月31日：大拔、除夜祭
- 每月一日小祭、十五日月次祭[11]

## 佚事

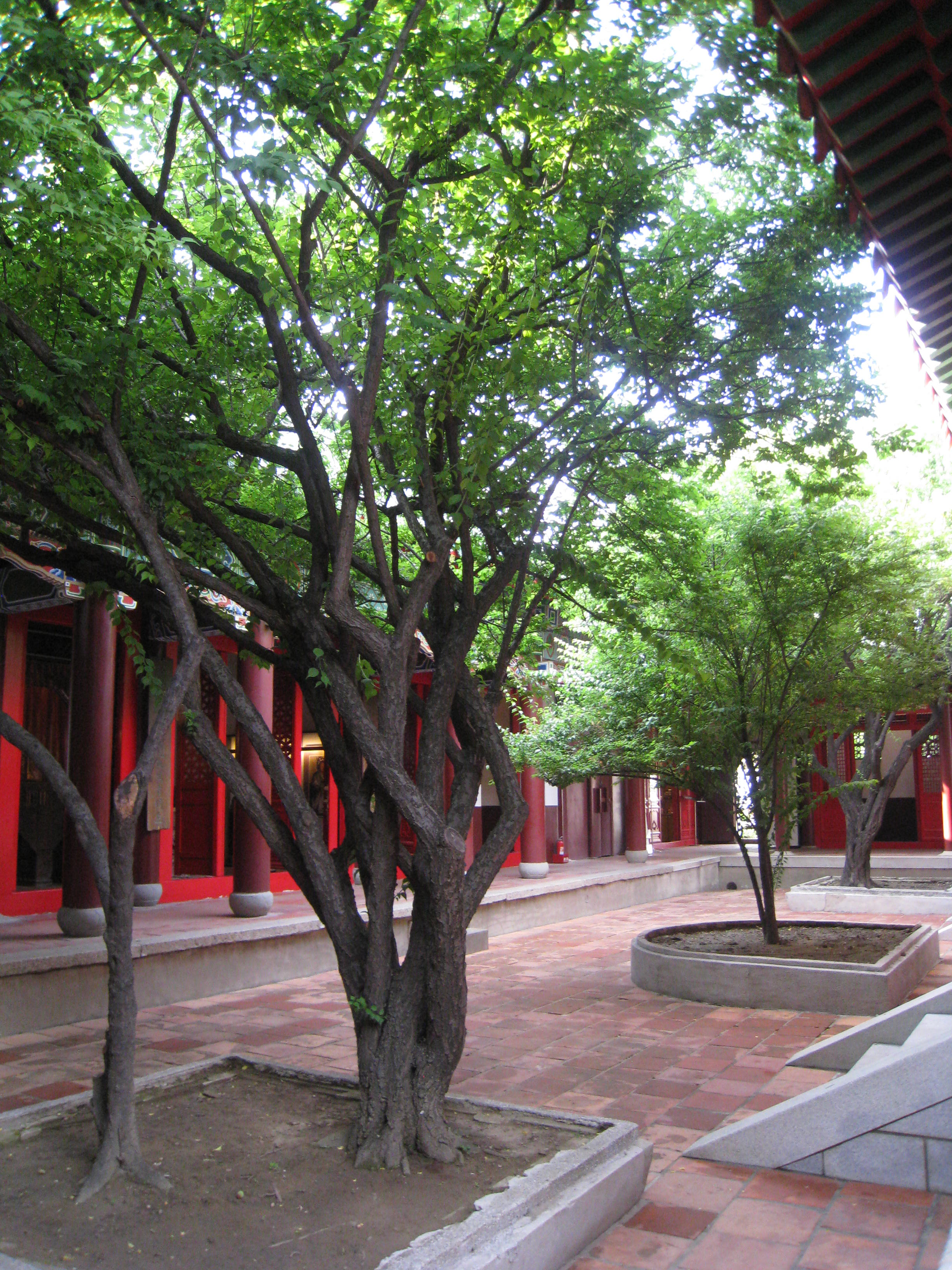
據傳鄭成功手植梅樹

由於鄭成功愛梅之韻事，延平郡王祠亦有其與梅相關之佚事。原本延平郡王祠後方的兩棵梅樹中，右側之梅樹據說為鄭成功當時從日本帶來，左側之梅樹（現位於太妃祠前的庭院內）則是鄭成功手植，於光緒元年（1875年）從臺灣府衙門鴻指園（該衙門為明鄭時的承天府府署）移植過去，且被認為是「再生梅」，亦即可從枯幹中再長出新梅，此神蹟係藉由鄭成功將梅樹神秘化，亦有鄭成功復活之寓意。為此特別事蹟，楊承藩作有《延平王祠再生梅》一詩：「赤嵌城頭月，何知地下根。大難成碩果，未敢出降旛。奇局天重創，原心帝有言。蟄龍能飲露，應感再生恩。」。然而，此遺愛梅於1958年枯朽，後由另一側之梅以接枝法補植。此外，開山神社之社徽為梅花與中央「開」字結合之圖樣。
另外，台南市於1919年實施町名改正時，開山神社所在的地區（現今開山路一帶）被改為開山町，其名稱即來自開山神社，當時神社地址為開山町三丁目58番地。

## 外部連結
- 日本九州大學非文字資料研究中心/海外神社及びその跡地に関する、当時の写真・現況写真・図面・地図など非文字資料を中心に収録・整理したものです （页面存档备份，存于）。